# オレたちゴチャ・まぜっ!〜集まれヤンヤン〜
『オレたちゴチャ・まぜっ!〜集まれヤンヤン〜』（オレたちゴチャまぜっあつまれヤンヤン）は、MBSラジオで放送されているラジオ番組。
本項では2009年から2014年にかけて同時間帯で放送されていた『まだまだゴチャ・まぜっ!〜集まれヤンヤン〜』についても記載する。
その他の「オレたちゴチャ・まぜっ!」を冠する番組については、オレたちゴチャ・まぜっ!を参照のこと。
放送日は暦日で表記しているため、注意のこと。

## 概要
2009年4月12日より『まだまだゴチャ・まぜっ!〜集まれヤンヤン〜』として番組スタート。それまで帯番組として放送されていた『ゴチャ・まぜっ!』が、土曜深夜の時間帯に集中して放送されるスタイルに変更されたのに伴い新設された番組。
2014年4月6日より『オレたちゴチャ・まぜっ!〜集まれヤンヤン〜』 (『オレたちゴチャ・まぜっ!』土曜日)へと番組名変更。変更当初の番組表やイベント『オレたちゴチャ・まぜっ!〜集まれ韓国やってまーす〜』のCMでは『極楽加藤・よゐこ有野のオレたちゴチャ・まぜっ!〜集まれヤンヤン〜』という名称が使われていた。番組内容は番組名の変更以前と変更以後で特に変わりはない。
主に女性アイドルを扱う内容で、当初のコンセプトは「おっさんによるおっさんのためのアイドル番組」。複数のお笑い芸人と進行役の女性タレントを中心に、「ヤンヤンガールズ」（略称：ヤンガ）と呼称される多数の女性タレントが様々な課題に挑戦する。この「ヤンヤンガールズ」は基本的に1年間で入れ替えが行われ、卒業後には毎日放送の別のラジオ番組において起用されることもある。
2014年春の番組改編までは『ゴチャ・まぜっ!』の名前を冠するラジオ番組で、唯一生放送されている番組だった。送出・収録スタジオは大阪・茶屋町の毎日放送本社スタジオではなく、東京・赤坂サカス内の赤坂Bizタワーにある東京支社内のスタジオである。
2011年10月30日から2017年4月2日までは、前の時間帯で同じく東京支社から生放送されている番組のエンディングに本番組の出演者も出演し、数分間のクロストークが行われていた。
- 2011年10月30日 - 2014年3月30日…『ザ・ヒットスタジオ〜レッツゴーヤンヤン〜』
- 2014年4月6日 - 2017年4月2日…『ちょこっとやってまーす!』

2017年4月9日から2020年3月29日までは、本番組の前に「極楽とんぼオレたちちょこっとやってまーす!」が生放送されていたことにより、オープニングでは引き続き本番組に出演する加藤浩次に加え、レギュラーではない山本圭壱も2時までの10分間はスタジオに居残って他の出演者らとトークをしていた。
2021年10月改編以降、同じく東京支社から生放送を実施していた『アッパレやってまーす!』が全て収録放送になったため、MBSラジオの夜ワイド番組で唯一、東京支社から送出される生放送となっている。

## 放送時間
まだまだゴチャ・まぜっ!〜集まれヤンヤン〜
- 2009年4月12日 - 2010年4月4日、2時00分 - 4時45分
- 2010年4月11日 - 2010年10月3日、2時10分 - 4時56分
- 2010年10月10日 - 2012年4月1日、2時00分 - 4時56分
- 2012年4月8日  - 2014年3月30日、2時00分 - 4時26分

オレたちゴチャ・まぜっ!〜集まれヤンヤン〜
- 2014年4月6日 - 2014年4月27日、1時50分 - 4時26分
- 2014年5月4日 - 2020年3月29日、1時50分 - 4時27分
- 2020年4月5日 - 現在、1時30分 - 4時28分[注釈 3]

### プロ野球中継延長への対応
プロ野球のナイター中継『MBSベースボールパーク』が延長され、21時以降も放送される場合は放送時間が短縮される場合がある。
- 2009年 - 2011年…延長時間分だけ放送時間が短縮。
- 2012年 - 2013年…前番組『ザ・ヒットスタジオ〜レッツゴーヤンヤン〜』の放送時間が短縮される。そのため2012年は短縮されることはなかったが、2013年には延長時間が1時間30分を超えることがあり、その場合は『ザ・ヒットスタジオ』の放送時間30分を確保するため、本番組の放送時間が短縮された。
- 2014年 - 2019年…前番組『ちょこっとやってまーす!』の放送時間が短縮される。『ザ・ヒットスタジオ』とは異なり『ちょこっと』の放送時間確保は行われない。2016年6月26日は延長時間が2時間となったため、『ちょこっと』の休止に加えて本番組の放送時間が40分短縮された。
- 2020年4月 - 前番組『アッパレやってまーす！〜土曜日です〜』の放送時間が確保され、本番組の放送時間が短縮される。これは、出演者である城島茂が長年MBSラジオ出演の際は生放送NG・収録放送にしてきており、4月から始まった前番組『アッパレやってまーす！〜土曜日です〜』でもその方針を貫いたため。つまり、野球中継でどんなに番組が繰り下げされても前番組は収録放送のため短縮することができず、野球中継の延長による放送時間の短縮を本番組がすべて受けるようになり、大幅に放送時間が短くなることが頻発した。2021年10月には城島が木曜日に異動したが、上述のとおり、『アッパレ』が全ての曜日で収録放送になったため、引き続き本番組が放送時間の短縮を引き受けている。

## 出演者
出演者は基本的に全員がスタジオ入りしてコーナー企画が行われるが、コロナ禍であった期間は出演形態が変更されていた。（後述）
ヤンヤンガールズの人数は1期から12期までは13人、リモート出演が導入されていた13期から15期は18人、出演形態が戻された16期からは16人となっている。
途中降板者が出ると定員数までメンバーが追加されるが、期の中盤（おおよそ秋）以降に降板者が出た場合は人数が減らされたまま期の終わりまで続けられる。
下記表の生年月日欄のカッコ内は、当該期での初出演時の年齢を記載している。

### 現在の出演者
| 第17期（2025年4月20日 - ）出演者 | 第17期（2025年4月20日 - ）出演者 | 第17期（2025年4月20日 - ）出演者 | 第17期（2025年4月20日 - ）出演者 | 第17期（2025年4月20日 - ）出演者 | 第17期（2025年4月20日 - ）出演者 | 第17期（2025年4月20日 - ）出演者                               |
| 名前                             | よみ                             | 生年月日                         | 出身地                           | 血液型                           | 事務所                           | 備考                                                           |
| MC                               | MC                               | MC                               | MC                               | MC                               | MC                               | MC                                                             |
| -------------------------------- | -------------------------------- | -------------------------------- | -------------------------------- | -------------------------------- | -------------------------------- | -------------------------------------------------------------- |
| 有野晋哉                         | ありの しんや                    | 1972年2月25日（53歳）            | 大阪府                           | B型                              | 松竹芸能                         | よゐこのボケ担当。 番組スタート時から出演する唯一のメンバー。  |
| 田村亮                           | たむら りょう                    | 1972年1月8日（53歳）             | 大阪府                           | A型                              | フリー                           | 元ロンドンブーツ1号2号のツッコミ担当。                         |
| 井戸田潤                         | いとだ じゅん                    | 1972年12月13日（52歳）           | 愛知県                           | B型                              | ホリプロコム                     | スピードワゴンのツッコミ担当。                                 |
| 村上健志                         | むらかみ けんじ                  | 1980年12月8日（44歳）            | 茨城県                           | B型                              | 吉本興業                         | フルーツポンチのボケ担当。                                     |
| 須田亜香里                       | すだ あかり                      | 1991年10月31日（33歳）           | 愛知県                           | A型                              | TWIN PLANET                      | 元SKE48チームEリーダー。                                       |
| ヤンヤンガールズ                 |                                  |                                  |                                  |                                  |                                  |                                                                |
| 蒼井りるあ                       | あおい りるあ                    | 2006年12月10日（18歳）           | 福岡県                           | A型                              | スターダストプロモーション       | ばってん少女隊メンバー。                                       |
| 葵るり                           | あおい るり                      | 2004年7月20日（20歳）            | 神奈川県                         | B型                              | スターダストプロモーション       | ukkaメンバー。                                                 |
| 石田千穂                         | いしだ ちほ                      | 2002年3月17日（23歳）            | 広島県                           | O型                              | TWIN PLANET                      | STU48メンバー。                                                |
| 一ノ瀬のこ                       | いちのせ のこ                    | 2002年5月26日（22歳）            | 静岡県                           | A型                              | プラチナムプロダクション         |                                                                |
| 大町佑香                         | おおまち ゆうか                  | 2006年10月6日（18歳）            | 長野県                           | O型                              | Flora                            | NGT48研究生。                                                  |
| 栗原一菜                         | くりはら かずな                  | 2006年11月24日（18歳）           | 愛知県                           | A型                              | Incubation                       |                                                                |
| 小杉怜子                         | こすぎ れいこ                    | 2004年2月7日（21歳）             | 神奈川県                         | A型                              | フリー                           | 『アッパレやってまーす！〜土曜日です〜』の「加藤面接」合格者。 |
| 島崎友莉亜                       | しまざき ゆりあ                  | 2002年11月22日（22歳）           | 神奈川県                         | B型                              | YU-M エンターテインメント        | アップアップガールズ（2）メンバー。                            |
| 芹咲りいな                       | せりざき りいな                  | 1999年1月7日（26歳）             | 神奈川県                         |                                  | TRAPEZISTE                       |                                                                |
| 豊島心桜                         | とよしま こころ                  | 2003年9月25日（21歳）            | 新潟県                           | O型                              | アービング                       |                                                                |
| 中川紅葉                         | なかがわ くれは                  | 2000年9月1日（24歳）             | 埼玉県                           | A型                              | l'erable                         | Ray専属モデル。                                                |
| 夏目涼風                         | なつめ りょうか                  | 2005年5月19日（19歳）            | 埼玉県                           | O型                              | ALWAYS                           | ラフ×ラフメンバー。                                            |
| 新野楓果                         | にいの ふうか                    | 2000年10月8日（24歳）            | 茨城県                           | B型                              | オーバース                       | Rain Treeメンバー。                                            |
| 畠中夢叶                         | はたなか ゆめか                  | 2005年8月13日（19歳）            | 大阪府                           | O型                              | ホリプロ                         |                                                                |
| MOMO                             | もも                             | 2005年12月7日（19歳）            | 東京都                           | A型                              | オーバース                       | WHITE SCORPIONメンバー。 第16期に続いて2度目。                 |
| 山本光紗                         | やまもと みすず                  | 2005年11月11日（19歳）           | 熊本県                           | O型                              |                                  | 代々木アニメーション学院在学生。                               |

### 歴代出演者
下記表の情報は、出演当時のものを記載している。
| 第1期（2009年4月12日 - 2010年4月4日）出演者 | 第1期（2009年4月12日 - 2010年4月4日）出演者 | 第1期（2009年4月12日 - 2010年4月4日）出演者 | 第1期（2009年4月12日 - 2010年4月4日）出演者 | 第1期（2009年4月12日 - 2010年4月4日）出演者 | 第1期（2009年4月12日 - 2010年4月4日）出演者 | 第1期（2009年4月12日 - 2010年4月4日）出演者                                       |
| 名前                                        | よみ                                        | 生年月日                                    | 出身地                                      | 血液型                                      | 事務所                                      | 備考                                                                              |
| MC                                          | MC                                          | MC                                          | MC                                          | MC                                          | MC                                          | MC                                                                                |
| ------------------------------------------- | ------------------------------------------- | ------------------------------------------- | ------------------------------------------- | ------------------------------------------- | ------------------------------------------- | --------------------------------------------------------------------------------- |
| 有野晋哉                                    | ありの しんや                               | 1972年2月25日（37歳）                       | 大阪府                                      | B型                                         | 松竹芸能                                    | 『もっともゴチャ・まぜっ!』にも出演。                                             |
| 山里亮太                                    | やまさと りょうた                           | 1977年4月14日（31歳）                       | 千葉県                                      | AB型                                        | 吉本興業                                    | 南海キャンディーズのツッコミ担当。 2009年4月6日までは『イマドキッ日曜日』に出演。 |
| 木本武宏                                    | きもと たけひろ                             | 1971年5月6日（37歳）                        | 大阪府                                      | A型                                         | 松竹芸能                                    | TKOのツッコミ担当。                                                               |
| 木下隆行                                    | きのした たかゆき                           | 1972年1月16日（37歳）                       | 大阪府                                      | A型                                         | 松竹芸能                                    | TKOのボケ担当。                                                                   |
| 古瀬絵理                                    | ふるせ えり                                 | 1978年2月8日（31歳）                        | 山形県                                      | B型                                         | オフィス・トゥー・ワン                      |                                                                                   |
| ヤンヤンガールズ                            |                                             |                                             |                                             |                                             |                                             |                                                                                   |
| 相川友希                                    | あいかわ ゆうき                             | 1984年9月23日（24歳）                       | 千葉県                                      | B型                                         | ワンエイトプロモーション                    |                                                                                   |
| 蒼あんな                                    | あおい あんな                               | 1987年8月28日（21歳）                       | 東京都                                      | A型                                         | BLUE ROSE                                   | 共に2009年4月26日より出演。                                                       |
| 蒼れいな                                    | あおい れいな                               | 1987年8月28日（21歳）                       | 東京都                                      | A型                                         | BLUE ROSE                                   | 共に2009年4月26日より出演。                                                       |
| あゆみ                                      | -                                           | 1986年5月4日（22歳）                        | 大阪府                                      | O型                                         | ヒラタオフィス                              |                                                                                   |
| 岡田佑里恵                                  | おかだ ゆりえ                               | 1987年7月29日（21歳）                       | 東京都                                      | A型                                         | GMAエンタープライズ                         | 2009年7月5日より出演。                                                            |
| 齊藤夢愛                                    | さいとう ゆあ                               | 1988年6月25日（20歳）                       | 宮城県                                      | A型                                         | プラチナムプロダクション                    |                                                                                   |
| 榮樹実                                      | さかえ じゅみ                               | 1988年12月29日（20歳）                      | 神奈川県                                    | B型                                         | marquee                                     | 2009年10月25日より出演。                                                          |
| 次原かな                                    | つぎはら かな                               | 1984年8月25日（24歳）                       | 東京都                                      | O型                                         | フィットワン                                | 2009年5月3日より出演。                                                            |
| 手島優                                      | てじま ゆう                                 | 1982年8月27日（26歳）                       | 栃木県                                      | A型                                         | プラチナムプロダクション                    | 2010年11月15日からは『また×3ゴチャ・まぜっ!』に出演。                             |
| 戸島花                                      | とじま はな                                 | 1988年7月11日（20歳）                       | 埼玉県                                      | B型                                         | プラチカ                                    | AKB48元メンバー。 2009年4月19日より出演。                                         |
| 秦みずほ                                    | はたみずほ                                  | 1989年11月17日（19歳）                      | 長野県                                      | AB型                                        | イエローキャブ                              |                                                                                   |
| 丸尾みゆき                                  | まるお みゆき                               | 1986年8月22日（22歳）                       | 兵庫県                                      | A型                                         | イエローキャブ                              |                                                                                   |
| 松本さゆき                                  | まつもと さゆき                             | 1985年12月9日（23歳）                       | 三重県                                      | AB型                                        | ワンエイトプロモーション                    | 2009年1月10日までは『ゴチャ・まぜっ!金スペ ミニコーナー』に出演。                 |
| 途中降板者                                  |                                             |                                             |                                             |                                             |                                             |                                                                                   |
| 清水ゆう子                                  | しみず ゆうこ                               | 1988年11月22日（20歳）                      | 神奈川県                                    | O型                                         | フェザーインターナショナル                  | 2009年10月4日と11月8日のみの出演。                                                |
| 土岐田麗子                                  | ときた れいこ                               | 1984年5月31日（24歳）                       | 千葉県                                      | A型                                         | プラチナムプロダクション                    | 2009年4月12日のみの出演。                                                         |
| 愛実                                        | まなみ                                      | 1988年10月11日（20歳）                      | 東京都                                      | AB型                                        | 吉本興業                                    | いもうとメンバー。 2009年4月12日のみの出演。                                      |

| 第2期（2010年4月11日 - 2011年4月10日）出演者 | 第2期（2010年4月11日 - 2011年4月10日）出演者 | 第2期（2010年4月11日 - 2011年4月10日）出演者 | 第2期（2010年4月11日 - 2011年4月10日）出演者 | 第2期（2010年4月11日 - 2011年4月10日）出演者 | 第2期（2010年4月11日 - 2011年4月10日）出演者 | 第2期（2010年4月11日 - 2011年4月10日）出演者                                                             |
| 名前                                         | よみ                                         | 生年月日                                     | 出身地                                       | 血液型                                       | 事務所                                       | 備考 |
| MC                                           | MC                                           | MC                                           | MC                                           | MC                                           | MC                                           | MC |
| -------------------------------------------- | -------------------------------------------- | -------------------------------------------- | -------------------------------------------- | -------------------------------------------- | -------------------------------------------- | --- |
| 有野晋哉                                     | ありの しんや                                | 1972年2月25日（38歳）                        | 大阪府                                       | B型                                          | 松竹芸能                                     | 『もっともゴチャ・まぜっ!』にも出演。                                                                    |
| 山里亮太                                     | やまさと りょうた                            | 1977年4月14日（32歳）                        | 千葉県                                       | AB型                                         | 吉本興業                                     | |
| 木本武宏                                     | きもと たけひろ                              | 1971年5月6日（38歳）                         | 大阪府                                       | A型                                          | 松竹芸能                                     | |
| 木下隆行                                     | きのした たかゆき                            | 1972年1月16日（38歳）                        | 大阪府                                       | A型                                          | 松竹芸能                                     | |
| 古瀬絵理                                     | ふるせ えり                                  | 1978年2月8日（32歳）                         | 山形県                                       | B型                                          | オフィス・トゥー・ワン                       | |
| ヤンヤンガールズ                             |                                              |                                              |                                              |                                              |                                              | |
| 岡田佑里恵                                   | おかだ ゆりえ                                | 1987年7月29日（22歳）                        | 東京都                                       | A型                                          | GMAエンタープライズ                          | 第1期から続投。 2011年11月2日からは『ゴチャ・まぜっ!火曜日』に出演。                                     |
| 木口亜矢                                     | きぐち あや                                  | 1985年10月11日（24歳）                       | 神奈川県                                     | A型                                          | プラチナムプロダクション                     | |
| 工藤菜緒                                     | くどう なお                                  | 1990年2月18日（20歳）                        | 大阪府                                       | B型                                          | プラチカ                                     | ヤンヤンガールズセピアとして出演後、2010年10月10日より出演。                                             |
| 光上せあら                                   | こうじょう せあら                            | 1988年1月10日（22歳）                        | 京都府                                       |                                              | TWIN PLANET                                  | ヤンヤンガールズセピアとして出演後、2010年10月10日より出演。                                             |
| 瀬長奈津実                                   | せなが なつみ                                | 1986年8月19日（24歳）                        | 神奈川県                                     | O型                                          | K-point                                      | ヤンヤンガールズセピアとして出演後、2010年10月10日より出演。                                             |
| 永作あいり                                   | ながさく あいり                              | 1988年3月17日（22歳）                        | 茨城県                                       | O型                                          | ワンエイトプロモーション                     | 恵比寿マスカッツメンバー。                                                                               |
| 中村アン                                     | なかむら あん                                | 1987年9月17日（22歳）                        | 東京都                                       | AB型                                         | プラチナムプロダクション                     | 2014年4月5日からは『ちょこっとやってまーす!』に出演。                                                    |
| 西田美歩                                     | にしだ みほ                                  | 1986年2月1日（24歳）                         | 東京都                                       | A型                                          | 松竹芸能                                     | 2007年10月6日までは『ゴチャ・まぜっ!金スペ ミニコーナー』に出演。                                        |
| 野田彩加                                     | のだ あやか                                  | 1988年2月5日（22歳）                         | 埼玉県                                       | A型                                          | フィットワン                                 | |
| 秦みずほ                                     | はた みずほ                                  | 1989年11月17日（20歳）                       | 長野県                                       | AB型                                         | イエローキャブ                               | 第1期から続投。                                                                                          |
| 檜木萌                                       | ひのき もえ                                  | 1986年12月17日（23歳）                       | 千葉県                                       | O型                                          | ホリプロ                                     | |
| 途中降板者                                   |                                              |                                              |                                              |                                              |                                              | |
| あゆみ                                       | -                                            | 1986年5月4日（23歳）                         | 大阪府                                       | O型                                          | ヒラタオフィス                               | 第1期から続投。 10月9日更新の公式ブログ でしばらく休むことを発表。 以後、出演しなかった。                |
| 川崎希                                       | かわさき のぞみ                              | 1987年8月23日（22歳）                        | 神奈川県                                     | O型                                          | スカイコーポレーション                       | AKB48元メンバー。 2010年8月8日までの出演。 実業家としての活動に専念するため降板。                        |
| 琴乃                                         | ことの                                       | 1985年2月24日（25歳）                        | 東京都                                       | B型                                          | -                                            | 2010年4月11日のみの出演。                                                                                |
| 清水ゆう子                                   | しみず ゆうこ                                | 1988年11月22日（21歳）                       | 神奈川県                                     | O型                                          | フェザーインターナショナル                   | 第1期から続投。 第1期と同様、2010年4月25日から数回のみ出演。                                             |
| 立花麗美                                     | たちばな れいみ                              | 1986年6月16日（24歳）                        | 鹿児島県                                     | O型                                          | ディーアンドエルプロモーション               | 出演は2010年10月17日と24日のみ。 番組中では触れられていないが、10月31日更新の公式ブログ で降板を発表。   |
| 次原かな                                     | つぎはら かな                                | 1984年8月25日（25歳）                        | 東京都                                       | O型                                          | フィットワン                                 | 第1期から続投。 2010年8月8日までの出演。 2010年8月8日から『もっともゴチャ・まぜっ!』に出演するため降板。 |
| 松本さゆき                                   | まつもと さゆき                              | 1985年12月9日（24歳）                        | 三重県                                       | AB型                                         | ワンエイトプロモーション                     | 第1期から続投。 2010年8月8日までの出演。 2010年8月8日から『もっともゴチャ・まぜっ!』に出演するため降板。 |

| 第3期（2011年4月17日 - 2012年4月15日）出演者 | 第3期（2011年4月17日 - 2012年4月15日）出演者 | 第3期（2011年4月17日 - 2012年4月15日）出演者 | 第3期（2011年4月17日 - 2012年4月15日）出演者 | 第3期（2011年4月17日 - 2012年4月15日）出演者 | 第3期（2011年4月17日 - 2012年4月15日）出演者 | 第3期（2011年4月17日 - 2012年4月15日）出演者                                                                                               |
| 名前                                         | よみ                                         | 生年月日                                     | 出身地                                       | 血液型                                       | 事務所                                       | 備考 |
| MC                                           | MC                                           | MC                                           | MC                                           | MC                                           | MC                                           | MC |
| -------------------------------------------- | -------------------------------------------- | -------------------------------------------- | -------------------------------------------- | -------------------------------------------- | -------------------------------------------- | --- |
| 有野晋哉                                     | ありの しんや                                | 1972年2月25日（39歳）                        | 大阪府                                       | B型                                          | 松竹芸能                                     | 『ゴチャ・まぜっ!火曜日』にも出演。 |
| 吉村崇                                       | よしむら たかし                              | 1980年7月9日（30歳）                         | 北海道                                       | A型                                          | 吉本興業                                     | |
| 徳井健太                                     | とくい けんた                                | 1980年9月16日（30歳）                        | 千葉県                                       | A型                                          | 吉本興業                                     | |
| たかはし智秋                                 | たかはし ちあき                              | 1977年5月8日（33歳）                         | 神奈川県                                     | O型                                          | フリー                                       | |
| 木本武宏                                     | きもと たけひろ                              | 1971年5月6日（39歳）                         | 大阪府                                       | A型                                          | 松竹芸能                                     | 2011年9月頃まで月1回出演。 その後は年末年始のMC不在回にも出演。 2011年10月30日からは『ザ・ヒットスタジオ〜レッツゴーヤンヤン〜』にも出演。 |
| 木下隆行                                     | きのした たかゆき                            | 1972年1月16日（39歳）                        | 大阪府                                       | A型                                          | 松竹芸能                                     | 2011年9月頃まで月1回出演。 その後は年末年始のMC不在回にも出演。 2011年10月30日からは『ザ・ヒットスタジオ〜レッツゴーヤンヤン〜』にも出演。 |
| 古瀬絵理                                     | ふるせ えり                                  | 1978年2月8日（33歳）                         | 山形県                                       | B型                                          | オフィス・トゥー・ワン                       | 産休のため2011年12月18日で降板。 |
| ヤンヤンガールズ                             |                                              |                                              |                                              |                                              |                                              | |
| 浅野かや                                     | あさの かや                                  | 1992年9月2日（18歳）                         | 東京都                                       | AB型                                         | フレッシュパワー                             | 2011年5月1日より出演。 |
| あゆか                                       | -                                            | 1987年2月3日（24歳）                         | 岩手県                                       | AB型                                         | ケイダッシュステージ                         | |
| 大橋沙代子                                   | おおはし さよこ                              | 1985年5月20日（25歳）                        | 千葉県                                       | O型                                          | ファンタスター                               | |
| 岡崎由佳                                     | おかざき ゆか                                | 1985年11月18日（25歳）                       | 神奈川県                                     | AB型                                         | リップ                                       | 2012年5月7日からは『パックンたまご』に出演。                                                                                               |
| くぼたみか                                   | -                                            | 1985年9月23日（25歳）                        | 東京都                                       | O型                                          | ケイダッシュステージ                         | |
| 児玉菜々子                                   | こだま ななこ                                | 1987年4月3日（24歳）                         | 京都府                                       | A型                                          | ヴィズミック                                 | 恵比寿マスカッツメンバー。 |
| 篠崎愛                                       | しのざき あい                                | 1992年2月26日（19歳）                        | 東京都                                       | A型                                          | シャイニングウィル                           | AeLL.メンバー。 2011年9月4日より出演。 2012年4月18日からは『ゴチャ・まぜっ!火曜日』に出演。                                                |
| 鈴木咲                                       | すずき さき                                  | 1987年11月3日（23歳）                        | 愛知県                                       | O型                                          | プラチナムプロダクション                     | 教育的指導!!せんせ〜しょん'sメンバー。 |
| 館恵美                                       | たち えみ                                    | 1987年4月5日（24歳）                         | 東京都                                       | B型                                          | オフィスiccho                                | 2011年4月24日より出演。 |
| 戸田れい                                     | とだ れい                                    | 1987年2月9日（24歳）                         | 東京都                                       | A型                                          | ASCHE                                        | |
| 乃下未帆                                     | のした みほ                                  | 1987年6月20日（23歳）                        | 千葉県                                       | A型                                          | ヒロプロジェクト                             | VIC:CESSメンバー。 |
| 早川真理恵                                   | はやかわ まりえ                              | 1988年6月10日（22歳）                        | 愛知県                                       | O型                                          | ヤザ・パパ                                   | 2011年4月16日までは『パックンたまご』に出演。                                                                                              |
| 吹田早哉佳                                   | ふきた さやか                                | 1984年6月23日（26歳）                        | 富山県                                       | AB型                                         | イトーカンパニー                             | |
| 途中降板者                                   |                                              |                                              |                                              |                                              |                                              | |
| 三浦サリー                                   | みうら さりー                                | 1987年6月27日（23歳）                        | 秋田県                                       | A型                                          | フォーライフミュージックエンタテイメント     | 2011年12月4日までの出演。 |

| 第4期（2012年4月22日 - 2013年4月14日）出演者 | 第4期（2012年4月22日 - 2013年4月14日）出演者 | 第4期（2012年4月22日 - 2013年4月14日）出演者 | 第4期（2012年4月22日 - 2013年4月14日）出演者 | 第4期（2012年4月22日 - 2013年4月14日）出演者 | 第4期（2012年4月22日 - 2013年4月14日）出演者 | 第4期（2012年4月22日 - 2013年4月14日）出演者                                                                                  |
| 名前                                         | よみ                                         | 生年月日                                     | 出身地                                       | 血液型                                       | 事務所                                       | 備考 |
| MC                                           | MC                                           | MC                                           | MC                                           | MC                                           | MC                                           | MC |
| -------------------------------------------- | -------------------------------------------- | -------------------------------------------- | -------------------------------------------- | -------------------------------------------- | -------------------------------------------- | --- |
| 有野晋哉                                     | ありの しんや                                | 1972年2月25日（40歳）                        | 大阪府                                       | B型                                          | 松竹芸能                                     | 『ゴチャ・まぜっ!火曜日』にも出演。                                                                                           |
| 吉村崇                                       | よしむら たかし                              | 1980年7月9日（31歳）                         | 北海道                                       | A型                                          | 吉本興業                                     | |
| 徳井健太                                     | とくい けんた                                | 1980年9月16日（31歳）                        | 千葉県                                       | A型                                          | 吉本興業                                     | |
| 大堀恵                                       | おおほり めぐみ                              | 1983年8月25日（28歳）                        | 千葉県                                       | A型                                          | ホリプロ                                     | AKB48・SDN48元メンバー 。 |
| 早川真理恵                                   | はやかわ まりえ                              | 1988年6月10日（23歳）                        | 愛知県                                       | O型                                          | ヤザ・パパ                                   | ヤンヤンガールズ3期生からMCに昇格。                                                                                           |
| ヤンヤンガールズ                             |                                              |                                              |                                              |                                              |                                              | |
| 鮎川桃果                                     | あゆかわ ももか                              | 1991年6月10日（20歳）                        | 東京都                                       | O型                                          | イトーカンパニー                             | |
| 亜里沙                                       | ありさ                                       | 1989年3月2日（23歳）                         | 福岡県                                       | O型                                          | サンズエンタテインメント                     | |
| 太田千晶                                     | おおた ちあき                                | 1985年5月23日（26歳）                        | 東京都                                       | O型                                          | シャイニングウィル                           | |
| 神室まい                                     | かむろ まい                                  | 1984年11月9日（27歳）                        | 熊本県                                       | A型                                          | -                                            | |
| 希島あいり                                   | きじま あいり                                | 1988年12月24日（23歳）                       | 東京都                                       | O型                                          | Duoエンターテイメント                        | 恵比寿マスカッツメンバー。 2012年11月4日より出演。                                                                            |
| 小松美咲                                     | こまつ みさき                                | 1992年4月18日（20歳）                        | 静岡県                                       | A型                                          | サンミュージックプロダクション               | |
| 酒井蘭                                       | さかい らん                                  | 1993年3月13日（19歳）                        | 東京都                                       | O型                                          | PIALA MODELS                                 | 2012年11月4日より出演。 |
| 高嶋香帆                                     | たかしま かほ                                | 1992年1月20日（20歳）                        | 大阪府                                       | A型                                          | ライジングプロダクション                     | |
| 伊達あい                                     | だて あい                                    | 1980年1月16日（32歳）                        | 栃木県                                       | O型                                          | テロワール                                   | |
| 遠野千夏                                     | とおの ちか                                  | 1988年6月19日（23歳）                        | 北海道                                       | O型                                          | K-point                                      | |
| 西恵利香                                     | にし えりか                                  | 1989年1月11日（23歳）                        | 埼玉県                                       | A型                                          | シャイニングウィル                           | AeLL.メンバー |
| 葉加瀬マイ                                   | はかせ まい                                  | 1987年3月25日（25歳）                        | 静岡県                                       | A型                                          | アービング                                   | |
| 春菜めぐみ                                   | はるな めぐみ                                | 1990年10月8日（21歳）                        | 東京都                                       | A型                                          | gpr entertainment                            | |
| 途中降板者                                   |                                              |                                              |                                              |                                              |                                              | |
| 原嶺衣奈                                     | はら れいな                                  | 1990年1月6日（22歳）                         | 東京都                                       | A型                                          | イトーカンパニー                             | 2012年7月15日までの出演。 大学卒業後の進路が決まり、研修で多忙になるため降板。 その後フジテレビアナウンサー内定が報道された。 |

| 第5期（2013年4月21日 - 2014年4月13日）出演者 | 第5期（2013年4月21日 - 2014年4月13日）出演者 | 第5期（2013年4月21日 - 2014年4月13日）出演者 | 第5期（2013年4月21日 - 2014年4月13日）出演者 | 第5期（2013年4月21日 - 2014年4月13日）出演者 | 第5期（2013年4月21日 - 2014年4月13日）出演者 | 第5期（2013年4月21日 - 2014年4月13日）出演者                                                   |
| 名前                                         | よみ                                         | 生年月日                                     | 出身地                                       | 血液型                                       | 事務所                                       | 備考                                                                                           |
| MC                                           | MC                                           | MC                                           | MC                                           | MC                                           | MC                                           | MC                                                                                             |
| -------------------------------------------- | -------------------------------------------- | -------------------------------------------- | -------------------------------------------- | -------------------------------------------- | -------------------------------------------- | ---------------------------------------------------------------------------------------------- |
| 有野晋哉                                     | ありの しんや                                | 1972年2月25日（41歳）                        | 大阪府                                       | B型                                          | 松竹芸能                                     | 『オレたちゴチャ・まぜっ!』にも出演。                                                          |
| 加藤浩次                                     | かとう こうじ                                | 1969年4月26日（43歳）                        | 北海道                                       | O型                                          | 吉本興業                                     | 2006年7月12日までは『ゴチャ・まぜっ!火曜日』に出演。                                           |
| 吉村崇                                       | よしむら たかし                              | 1980年7月9日（32歳）                         | 北海道                                       | A型                                          | 吉本興業                                     |                                                                                                |
| 徳井健太                                     | とくい けんた                                | 1980年9月16日（32歳）                        | 千葉県                                       | A型                                          | 吉本興業                                     |                                                                                                |
| 早川真理恵                                   | はやかわ まりえ                              | 1988年6月10日（24歳）                        | 愛知県                                       | O型                                          | ヤザ・パパ                                   |                                                                                                |
| ヤンヤンガールズ                             |                                              |                                              |                                              |                                              |                                              |                                                                                                |
| 池田裕子                                     | いけだ ゆうこ                                | 1987年5月6日（25歳）                         | 神奈川県                                     | A型                                          | ベリーベリープロダクション                   |                                                                                                |
| 内田理央                                     | うちだ りお                                  | 1991年9月27日（21歳）                        | 東京都                                       | O型                                          | レプロエンタテインメント                     |                                                                                                |
| 遠藤三貴                                     | えんどう みつき                              | 1992年11月21日（20歳）                       | 大分県                                       | B型                                          | ワタナベエンターテインメント                 | 仮面ライダーGIRLSメンバー。                                                                    |
| 君島光輝                                     | きみじま みつき                              | 1994年8月10日（18歳）                        | 東京都                                       | AB型                                         | プラチナム・パスポート                       | Paletメンバー。 2014年4月19日からは『オレたちゴチャ・まぜっ!』に出演。                         |
| 栗山夢衣                                     | くりやま むい                                | 1988年2月24日（25歳）                        | 神奈川県                                     | B型                                          | アットエンターテイメント                     |                                                                                                |
| 小玉ゆうい                                   | こだま ゆうい                                | 1991年10月1日（21歳）                        | 北海道                                       | A型                                          | プラチナムプロダクション                     |                                                                                                |
| 小林礼奈                                     | こばやし あやな                              | 1992年2月18日（21歳）                        | 新潟県                                       | A型                                          | シャイニングウィル                           |                                                                                                |
| 澤山璃奈                                     | さわやま りな                                | 1988年10月13日（24歳）                       | 神奈川県                                     | A型                                          | プラチナムプロダクション                     | 2013年4月28日より出演。 2010年10月3日までは『われらイマドキッ!〜DOKIDOKI商品研究所〜』に出演。 |
| 石條遥梨                                     | しじょう はるな                              | 1993年6月11日（19歳）                        | 東京都                                       | O型                                          | シャイニングウィル                           | AeLL.メンバー。                                                                                |
| 篠原冴美                                     | しのはら さえみ                              | 1992年8月29日（20歳）                        | 京都府                                       | B型                                          | アヴィラ                                     |                                                                                                |
| 中曽根知左                                   | なかそね ちさ                                | 1991年6月3日（21歳）                         | 東京都                                       | O型                                          | BBE                                          |                                                                                                |
| 中田ちさと                                   | なかた ちさと                                | 1990年10月8日（22歳）                        | 埼玉県                                       | A型                                          | Mousa                                        | AKB48メンバー。 2013年7月14日より出演。                                                        |
| 仁藤みさき                                   | にとう みさき                                | 1993年3月3日（20歳）                         | 神奈川県                                     | O型                                          | プラチナムプロダクション                     | 教育的指導!!せんせ〜しょん'sメンバー。                                                         |

| 第6期（2014年4月20日 - 2015年4月12日）出演者 | 第6期（2014年4月20日 - 2015年4月12日）出演者 | 第6期（2014年4月20日 - 2015年4月12日）出演者 | 第6期（2014年4月20日 - 2015年4月12日）出演者 | 第6期（2014年4月20日 - 2015年4月12日）出演者 | 第6期（2014年4月20日 - 2015年4月12日）出演者 | 第6期（2014年4月20日 - 2015年4月12日）出演者                                   |
| 名前                                         | よみ                                         | 生年月日                                     | 出身地                                       | 血液型                                       | 事務所                                       | 備考                                                                           |
| MC                                           | MC                                           | MC                                           | MC                                           | MC                                           | MC                                           | MC                                                                             |
| -------------------------------------------- | -------------------------------------------- | -------------------------------------------- | -------------------------------------------- | -------------------------------------------- | -------------------------------------------- | ------------------------------------------------------------------------------ |
| 有野晋哉                                     | ありの しんや                                | 1972年2月25日（42歳）                        | 大阪府                                       | B型                                          | 松竹芸能                                     | 『オレたちゴチャ・まぜっ!』にも出演。                                          |
| 加藤浩次                                     | かとう こうじ                                | 1969年4月26日（44歳）                        | 北海道                                       | O型                                          | 吉本興業                                     |                                                                                |
| 遠藤章造                                     | えんどう しょうぞう                          | 1971年7月13日（42歳）                        | 大阪府                                       | O型                                          | 吉本興業                                     | ココリコのツッコミ担当。 2005年10月2日までは『YOUNG PARK』に出演。             |
| 吉村崇                                       | よしむら たかし                              | 1980年7月9日（33歳）                         | 北海道                                       | A型                                          | 吉本興業                                     | 隔週の出演。                                                                   |
| 徳井健太                                     | とくい けんた                                | 1980年9月16日（33歳）                        | 千葉県                                       | A型                                          | 吉本興業                                     |                                                                                |
| 早川真理恵                                   | はやかわ まりえ                              | 1988年6月10日（25歳）                        | 愛知県                                       | O型                                          | ヤザ・パパ                                   |                                                                                |
| ヤンヤンガールズ                             |                                              |                                              |                                              |                                              |                                              |                                                                                |
| 今出舞                                       | いまで まい                                  | 1993年6月12日（20歳）                        | 大阪府                                       | B型                                          | PKP                                          | SKE48元メンバー。                                                              |
| 海野ナル                                     | かいの なる                                  | 1990年10月13日（23歳）                       | 兵庫県                                       | O型                                          | ブース                                       | 2014年11月16日までは「エリィ」名義で出演。                                     |
| 香川沙耶                                     | かがわ さや                                  | 1994年12月27日（19歳）                       | 東京都                                       | O型                                          | レプロエンタテインメント                     | BLENDA、JELLY専属モデル。                                                      |
| 上林英代                                     | かみばやし ひでよ                            | 1984年5月28日（29歳）                        | 北海道                                       | A型                                          | アヴィラ                                     |                                                                                |
| 高崎聖子                                     | たかさき しょうこ                            | 1993年5月13日（20歳）                        | 愛知県                                       | B型                                          | ホットラインプロモーション                   |                                                                                |
| 高田秋                                       | たかだ しゅう                                | 1991年9月23日（22歳）                        | 北海道                                       | O型                                          | レプロエンタテインメント                     | mina専属モデル。 2015年4月17日からは『クリス松村のザ・ヒットスタジオ』に出演。 |
| 武田紗季                                     | たけだ さき                                  | 1996年1月18日（18歳）                        | 埼玉県                                       | B型                                          | プラチナム・パスポート                       | Paletメンバー。                                                                |
| 田名部生来                                   | たなべ みく                                  | 1992年12月2日（21歳）                        | 滋賀県                                       | O型                                          | Mousa                                        | AKB48メンバー。                                                                |
| 溝口恵                                       | みぞぐち めぐみ                              | 1994年7月8日（19歳）                         | 佐賀県                                       | A型                                          | イトーカンパニー                             |                                                                                |
| 宮澤じゅり                                   | みやざわ じゅり                              | 1994年4月3日（20歳）                         | 広島県                                       | B型                                          | アドヴァンスプロダクション                   |                                                                                |
| 百川晴香                                     | ももかわ はるか                              | 1995年11月1日（18歳）                        | 神奈川県                                     | AB型                                         | シャイニングウィル                           | 全力少女Rメンバー。                                                            |
| 山内遥                                       | やまうち はるか                              | 1994年6月9日（19歳）                         | 兵庫県                                       | O型                                          | サンミュージックプロダクション               | さんみゅ〜メンバー。                                                           |
| 山根千佳                                     | やまね ちか                                  | 1995年12月12日（18歳）                       | 鳥取県                                       | O型                                          | ホリプロ                                     |                                                                                |

| 第7期（2015年4月19日 - 2016年4月10日）出演者 | 第7期（2015年4月19日 - 2016年4月10日）出演者 | 第7期（2015年4月19日 - 2016年4月10日）出演者 | 第7期（2015年4月19日 - 2016年4月10日）出演者 | 第7期（2015年4月19日 - 2016年4月10日）出演者 | 第7期（2015年4月19日 - 2016年4月10日）出演者 | 第7期（2015年4月19日 - 2016年4月10日）出演者                           |
| 名前                                         | よみ                                         | 生年月日                                     | 出身地                                       | 血液型                                       | 事務所                                       | 備考                                                                   |
| MC                                           | MC                                           | MC                                           | MC                                           | MC                                           | MC                                           | MC                                                                     |
| -------------------------------------------- | -------------------------------------------- | -------------------------------------------- | -------------------------------------------- | -------------------------------------------- | -------------------------------------------- | ---------------------------------------------------------------------- |
| 有野晋哉                                     | ありの しんや                                | 1972年2月25日（43歳）                        | 大阪府                                       | B型                                          | 松竹芸能                                     | 『アッパレやってまーす!』にも出演。                                    |
| 加藤浩次                                     | かとう こうじ                                | 1969年4月26日（45歳）                        | 北海道                                       | O型                                          | 吉本興業                                     |                                                                        |
| 遠藤章造                                     | えんどう しょうぞう                          | 1971年7月13日（43歳）                        | 大阪府                                       | O型                                          | 吉本興業                                     |                                                                        |
| 吉村崇                                       | よしむら たかし                              | 1980年7月9日（34歳）                         | 北海道                                       | A型                                          | 吉本興業                                     | 隔週の出演。                                                           |
| 徳井健太                                     | とくい けんた                                | 1980年9月16日（34歳）                        | 千葉県                                       | A型                                          | 吉本興業                                     |                                                                        |
| 早川真理恵                                   | はやかわ まりえ                              | 1988年6月10日（26歳）                        | 愛知県                                       | O型                                          | ヤザ・パパ                                   |                                                                        |
| ヤンヤンガールズ                             |                                              |                                              |                                              |                                              |                                              |                                                                        |
| 朝比奈彩                                     | あさひな あや                                | 1993年10月6日（21歳）                        | 兵庫県                                       | O型                                          | 生島企画室                                   | Ray専属モデル。 2016年4月17日からは『ちょこっとやってまーす!』に出演。 |
| 梅本静香                                     | うめもと しずか                              | 1993年5月23日（21歳）                        | 東京都                                       | AB型                                         | アワーソングスクリエイティブ                 |                                                                        |
| 杉浦亜衣                                     | すぎうら あい                                | 1990年8月22日（24歳）                        | 愛知県                                       | B型                                          | プラチナムプロダクション                     |                                                                        |
| 立花瑠菜                                     | たちばな るな                                | 1996年7月8日（18歳）                         | 東京都                                       | A型                                          | ヤザ・パパ                                   |                                                                        |
| 寺田御子                                     | てらだ みこ                                  | 1992年6月11日（22歳）                        | 岐阜県                                       | B型                                          | プラチナムプロダクション                     |                                                                        |
| 平口みゆき                                   | ひらぐち みゆき                              | 1995年2月5日（20歳）                         | 神奈川県                                     | A型                                          | プラチナム・パスポート                       | Paletメンバー。                                                        |
| 前田ゆう                                     | まえだ ゆう                                  | 1989年4月20日（25歳）                        | 大阪府                                       | A型                                          | プラチナムプロダクション                     | prediaメンバー。                                                       |
| 三原勇希                                     | みはら ゆうき                                | 1990年4月4日（25歳）                         | 大阪府                                       | AB型                                         | ディスカバリー・エンターテインメント         |                                                                        |
| 山下はるひ                                   | やました はるひ                              | 1996年9月4日（18歳）                         | 鳥取県                                       | A型                                          | シャイニングウィル                           | 全力少女Rメンバー。                                                    |
| 山地まり                                     | やまち まり                                  | 1994年6月25日（20歳）                        | 東京都                                       | O型                                          | SPエージェンシー                             |                                                                        |
| 梨衣名                                       | りいな                                       | 1990年3月14日（25歳）                        | 中国・山東省                                 | A型                                          | レプロエンタテインメント                     |                                                                        |
| 途中降板者                                   |                                              |                                              |                                              |                                              |                                              |                                                                        |
| 山田菜々                                     | やまだ なな                                  | 1992年4月3日（23歳）                         | 大阪府                                       | A型                                          | よしもとクリエイティブエージェンシー         | NMB48元メンバー。 2015年12月27日までの出演。                           |

| 第8期（2016年4月17日 - 2017年4月9日）出演者 | 第8期（2016年4月17日 - 2017年4月9日）出演者 | 第8期（2016年4月17日 - 2017年4月9日）出演者 | 第8期（2016年4月17日 - 2017年4月9日）出演者 | 第8期（2016年4月17日 - 2017年4月9日）出演者 | 第8期（2016年4月17日 - 2017年4月9日）出演者 | 第8期（2016年4月17日 - 2017年4月9日）出演者 |
| 名前                                        | よみ                                        | 生年月日                                    | 出身地                                      | 血液型                                      | 事務所                                      | 備考                                        |
| MC                                          | MC                                          | MC                                          | MC                                          | MC                                          | MC                                          | MC                                          |
| ------------------------------------------- | ------------------------------------------- | ------------------------------------------- | ------------------------------------------- | ------------------------------------------- | ------------------------------------------- | ------------------------------------------- |
| 有野晋哉                                    | ありの しんや                               | 1972年2月25日（44歳）                       | 大阪府                                      | B型                                         | 松竹芸能                                    | 『アッパレやってまーす!』にも出演。         |
| 加藤浩次                                    | かとう こうじ                               | 1969年4月26日（46歳）                       | 北海道                                      | O型                                         | 吉本興業                                    |                                             |
| 遠藤章造                                    | えんどう しょうぞう                         | 1971年7月13日（44歳）                       | 大阪府                                      | O型                                         | 吉本興業                                    |                                             |
| 吉村崇                                      | よしむら たかし                             | 1980年7月9日（35歳）                        | 北海道                                      | A型                                         | 吉本興業                                    | 隔週の出演。                                |
| 徳井健太                                    | とくい けんた                               | 1980年9月16日（35歳）                       | 千葉県                                      | A型                                         | 吉本興業                                    |                                             |
| 早川真理恵                                  | はやかわ まりえ                             | 1988年6月10日（27歳）                       | 愛知県                                      | O型                                         | ヤザ・パパ                                  |                                             |
| ヤンヤンガールズ                            |                                             |                                             |                                             |                                             |                                             |                                             |
| 天木じゅん                                  | あまき じゅん                               | 1995年10月16日（20歳）                      | 兵庫県                                      | O型                                         | ワタナベエンターテインメント                |                                             |
| 石岡真衣                                    | いしおか まい                               | 1990年8月7日（25歳）                        | 愛知県                                      | A型                                         | シャイニングウィル                          | 恵比寿★マスカッツメンバー。                 |
| 大石絵理                                    | おおいし えり                               | 1993年12月22日（22歳）                      | 東京都                                      | A型                                         | プラチナムプロダクション                    |                                             |
| 熊崎晴香                                    | くまざき はるか                             | 1997年8月10日（18歳）                       | 愛知県                                      | O型                                         | ゼスト                                      | SKE48チームEメンバー。                      |
| 小磯陽香                                    | こいそ はるか                               | 1998年1月6日（18歳）                        | 神奈川県                                    | A型                                         | プラチナム・パスポート                      | Paletメンバー。                             |
| 寒川綾奈                                    | そうがわ あやな                             | 1988年10月20日（27歳）                      | 和歌山県                                    | A型                                         | エイジアプロモーション                      |                                             |
| チェルシーリナ                              | -                                           | 1992年10月12日（23歳）                      | 神奈川県                                    | A型                                         | ブース                                      |                                             |
| 都丸紗也華                                  | とまる さやか                               | 1996年9月26日（19歳）                       | 群馬県                                      | AB型                                        | プラチナムプロダクション                    |                                             |
| 菜乃花                                      | なのか                                      | 1989年7月7日（26歳）                        | 広島県                                      | B型                                         | フィットワン                                |                                             |
| 福間文香                                    | ふくまあやか                                | 1989年1月25日（27歳）                       | 奈良県                                      | B型                                         | アービング                                  |                                             |
| 藤原亜紀乃                                  | ふじわら あきの                             | 1991年10月23日（24歳）                      | 岐阜県                                      | A型                                         | アヴィラ                                    | 恵比寿★マスカッツメンバー。                 |
| 村上くるみ                                  | むらかみ くるみ                             | 1988年11月21日（27歳）                      | 愛媛県                                      |                                             | Team M                                      |                                             |
| 柳いろは                                    | やなぎ いろは                               | 1990年12月4日（25歳）                       | 大阪府                                      | A型                                         | エイピーエンタテインメント                  |                                             |

| 第9期（2017年4月16日 - 2018年4月15日）出演者 | 第9期（2017年4月16日 - 2018年4月15日）出演者 | 第9期（2017年4月16日 - 2018年4月15日）出演者 | 第9期（2017年4月16日 - 2018年4月15日）出演者 | 第9期（2017年4月16日 - 2018年4月15日）出演者 | 第9期（2017年4月16日 - 2018年4月15日）出演者 | 第9期（2017年4月16日 - 2018年4月15日）出演者                       |
| 名前                                         | よみ                                         | 生年月日                                     | 出身地                                       | 血液型                                       | 事務所                                       | 備考                                                               |
| MC                                           | MC                                           | MC                                           | MC                                           | MC                                           | MC                                           | MC                                                                 |
| -------------------------------------------- | -------------------------------------------- | -------------------------------------------- | -------------------------------------------- | -------------------------------------------- | -------------------------------------------- | ------------------------------------------------------------------ |
| 有野晋哉                                     | ありの しんや                                | 1972年2月25日（45歳）                        | 大阪府                                       | B型                                          | 松竹芸能                                     | 『アッパレやってまーす!』にも出演。                                |
| 加藤浩次                                     | かとう こうじ                                | 1969年4月26日（47歳）                        | 北海道                                       | O型                                          | 吉本興業                                     | 『極楽とんぼオレたちちょこっとやってまーす!』にも出演。            |
| 吉村崇                                       | よしむら たかし                              | 1980年7月9日（36歳）                         | 北海道                                       | A型                                          | 吉本興業                                     | 隔週の出演。                                                       |
| 徳井健太                                     | とくい けんた                                | 1980年9月16日（36歳）                        | 千葉県                                       | A型                                          | 吉本興業                                     |                                                                    |
| 早川真理恵                                   | はやかわ まりえ                              | 1988年6月10日（28歳）                        | 愛知県                                       | O型                                          | ヤザ・パパ                                   |                                                                    |
| ヤンヤンガールズ                             |                                              |                                              |                                              |                                              |                                              |                                                                    |
| 新井愛瞳                                     | あらい まなみ                                | 1997年11月19日（19歳）                       | 群馬県                                       | B型                                          | YU-M エンターテインメント                    | アップアップガールズ（仮）メンバー。                               |
| イチサキミキ                                 | -                                            | 1991年12月30日（25歳）                       | 茨城県                                       | A型                                          | ライジングプロダクション                     |                                                                    |
| 岩立沙穂                                     | いわたて さほ                                | 1994年10月4日（22歳）                        | 神奈川県                                     | B型                                          | DH                                           | AKB48チームAメンバー。                                             |
| 熊江琉唯                                     | くまえ るい                                  | 1995年4月17日（21歳）                        | 中国・四川省                                 | AB型                                         | アイズ                                       |                                                                    |
| 黒澤ゆりか                                   | くろさわ ゆりか                              | 1988年10月14日（28歳）                       | 千葉県                                       | AB型                                         | アービング                                   | 2017年7月9日より出演。 SHOWROOMによるオーディション企画 にて選出。 |
| 神部美咲                                     | じんぶ みさき                                | 1994年8月20日（22歳）                        | 大阪府                                       | O型                                          | プラチナムプロダクション                     |                                                                    |
| 関根ささら                                   | せきね ささら                                | 1993年1月14日（24歳）                        | 埼玉県                                       | A型                                          | CUTE BLACK                                   | 放課後プリンセスメンバー。                                         |
| 惣田紗莉渚                                   | そうだ さりな                                | 1993年1月18日（24歳）                        | 埼玉県                                       | B型                                          | ゼスト                                       | SKE48メンバー。                                                    |
| 谷亜沙子                                     | たに あさこ                                  | 1993年5月20日（23歳）                        | 東京都                                       | A型                                          | エイジアプロモーション                       |                                                                    |
| ほのか                                       | -                                            | 1996年3月23日（21歳）                        | 神奈川県                                     | O型                                          | アイエヌジー                                 |                                                                    |
| メロディー・チューバック                     | -                                            | 1997年1月29日（20歳）                        | 東京都                                       | A型                                          | ズームリパブリック                           |                                                                    |
| 山地まり                                     | やまち まり                                  | 1994年6月25日（22歳）                        | 東京都                                       | O型                                          | SPエージェンシー                             | 第7期に次いで2度目のヤンヤンガールズ。                             |
| 渡邊真由                                     | わたなべ まゆ                                | 1997年9月12日（19歳）                        | 神奈川県                                     | O型                                          | プラチナム・パスポート                       | PALETメンバー。                                                    |

| 第10期（2018年4月22日 - 2019年4月14日）出演者 | 第10期（2018年4月22日 - 2019年4月14日）出演者 | 第10期（2018年4月22日 - 2019年4月14日）出演者 | 第10期（2018年4月22日 - 2019年4月14日）出演者 | 第10期（2018年4月22日 - 2019年4月14日）出演者 | 第10期（2018年4月22日 - 2019年4月14日）出演者 | 第10期（2018年4月22日 - 2019年4月14日）出演者                 |
| 名前                                          | よみ                                          | 生年月日                                      | 出身地                                        | 血液型                                        | 事務所                                        | 備考                                                          |
| MC                                            | MC                                            | MC                                            | MC                                            | MC                                            | MC                                            | MC                                                            |
| --------------------------------------------- | --------------------------------------------- | --------------------------------------------- | --------------------------------------------- | --------------------------------------------- | --------------------------------------------- | ------------------------------------------------------------- |
| 有野晋哉                                      | ありの しんや                                 | 1972年2月25日（46歳）                         | 大阪府                                        | B型                                           | 松竹芸能                                      | 『アッパレやってまーす!』にも出演。                           |
| 加藤浩次                                      | かとう こうじ                                 | 1969年4月26日（48歳）                         | 北海道                                        | O型                                           | 吉本興業                                      | 『極楽とんぼオレたちちょこっとやってまーす!』にも出演。       |
| 田村亮                                        | たむら りょう                                 | 1972年1月8日（46歳）                          | 大阪府                                        | A型                                           | 吉本興業                                      | ロンドンブーツ1号2号のツッコミ担当。                          |
| 徳井健太                                      | とくい けんた                                 | 1980年9月16日（37歳）                         | 千葉県                                        | A型                                           | 吉本興業                                      |                                                               |
| ヤンヤンガールズ                              |                                               |                                               |                                               |                                               |                                               |                                                               |
| 青山めぐ                                      | あおやま めぐ                                 | 1988年9月28日（29歳）                         | 埼玉県                                        | A型                                           | プラチナムプロダクション                      |                                                               |
| 石山蓮華                                      | いしやま れんげ                               | 1992年10月22日（25歳）                        | 埼玉県                                        | O型                                           | アミューズ                                    |                                                               |
| 井口綾子                                      | いのくち あやこ                               | 1997年3月24日（21歳）                         | 神奈川県                                      | B型                                           | レプロエンタテインメント                      |                                                               |
| 鎌田菜月                                      | かまた なつき                                 | 1996年8月29日（21歳）                         | 愛知県                                        | O型                                           | ゼスト                                        | SKE48チームEメンバー。                                        |
| ココナ                                        | -                                             | 1998年1月4日（20歳）                          | 沖縄県                                        | B型                                           | ディネアンドインディー                        | OBPメンバー。                                                 |
| 鈴木希                                        | すずき のぞみ                                 | 1994年12月14日（23歳）                        | 千葉県                                        |                                               |                                               |                                                               |
| 永井理子                                      | ながい りこ                                   | 1997年12月21日（20歳）                        | 愛知県                                        | A型                                           | A-PLUS                                        |                                                               |
| 中村瞳子                                      | なかむら とうこ                               | 1995年11月6日（22歳）                         | 神奈川県                                      | A型                                           | ホリプロ                                      |                                                               |
| 原あや香                                      | はら あやか                                   | 1995年12月13日（22歳）                        | 埼玉県                                        | B型                                           | アービング                                    | 2018年4月29日より出演。                                       |
| 三浦優奈                                      | みうら ゆうな                                 | 1993年12月28日（24歳）                        | 愛知県                                        | O型                                           | アミューズ                                    |                                                               |
| 吉川茉優                                      | よしかわ まゆ                                 | 1998年5月28日（19歳）                         | 秋田県                                        |                                               | YU-M エンターテインメント                     | アップアップガールズ（2）メンバー。                           |
| 渡邊渚                                        | わたなべ なぎさ                               | 1997年4月13日（21歳）                         | 新潟県                                        | O型                                           | 生島企画室                                    |                                                               |
| 途中降板者                                    |                                               |                                               |                                               |                                               |                                               |                                                               |
| 大川藍                                        | おおかわ あい                                 | 1993年7月17日（24歳）                         | 兵庫県                                        | O型                                           | レプロエンタテインメント                      | MCとヤンヤンガールズの兼任。 婚約のため2018年12月23日で降板。 |

| 第11期（2019年4月21日 - 2020年4月19日）出演者 | 第11期（2019年4月21日 - 2020年4月19日）出演者 | 第11期（2019年4月21日 - 2020年4月19日）出演者 | 第11期（2019年4月21日 - 2020年4月19日）出演者 | 第11期（2019年4月21日 - 2020年4月19日）出演者 | 第11期（2019年4月21日 - 2020年4月19日）出演者 | 第11期（2019年4月21日 - 2020年4月19日）出演者 |
| 名前                                          | よみ                                          | 生年月日                                      | 出身地                                        | 血液型                                        | 事務所                                        | 備考 |
| MC                                            | MC                                            | MC                                            | MC                                            | MC                                            | MC                                            | MC |
| --------------------------------------------- | --------------------------------------------- | --------------------------------------------- | --------------------------------------------- | --------------------------------------------- | --------------------------------------------- | --- |
| 有野晋哉                                      | ありの しんや                                 | 1972年2月25日（47歳）                         | 大阪府                                        | B型                                           | 松竹芸能                                      | よゐこのボケ担当。 『アッパレやってまーす!』にも出演。 |
| 加藤浩次                                      | かとう こうじ                                 | 1969年4月26日（49歳）                         | 北海道                                        | O型                                           | 吉本興業→ 加藤タクシー                        | 極楽とんぼのツッコミ担当。 『極楽とんぼオレたちちょこっとやってまーす!』にも出演。                                                                                               |
| 田村亮                                        | たむら りょう                                 | 1972年1月8日（47歳）                          | 大阪府                                        | A型                                           | 吉本興業→ LONDONBOOTS                         | ロンドンブーツ1号2号のツッコミ担当。 反社会勢力主催のパーティーへの闇営業問題により、吉本興業より謹慎処分を受けたため2019年6月23日から出演休止。 2020年4月12日放送から復帰した。 |
| 徳井健太                                      | とくい けんた                                 | 1980年9月16日（38歳）                         | 千葉県                                        | A型                                           | 吉本興業                                      | 平成ノブシコブシのツッコミ担当。 |
| 袴田彩会                                      | はかまだ あやえ                               | 1990年12月10日（28歳）                        | 静岡県                                        | A型                                           | ワイエムエヌ                                  | 元・東北放送アナウンサー。 ヤンヤンガールズ4期生・葉加瀬マイの妹。 |
| ヤンヤンガールズ                              |                                               |                                               |                                               |                                               |                                               | |
| 安倍乙                                        | あべ おと                                     | 2000年1月18日（19歳）                         | 大阪府                                        | B型                                           | エイベックス・AY・ファクトリー                | 劇団4ドル50セント劇団員。 |
| 安藤咲良                                      | あんどう さくら                               | 1997年9月10日（21歳）                         | 東京都                                        | A型                                           | セント・フォース                              | 2019年7月14日より出演。 FMヨコハマ「ネッツトヨタ湘南 presents SHONAN JOYFUL DRIVE」でも岡田彩花と共演。                                                                          |
| 大谷映美里                                    | おおたに えみり                               | 1998年3月15日（21歳）                         | 東京都                                        | O型                                           | 代々木アニメーション学院                      | =LOVEメンバー。 |
| 岡田彩花                                      | おかだ あやか                                 | 1993年11月8日（25歳）                         | 東京都                                        | A型                                           | シグマ・セブンフェイス                        | FMヨコハマ「ネッツトヨタ湘南 presents SHONAN JOYFUL DRIVE」でも安藤咲良と共演。                                                                                                  |
| 工藤美桜                                      | くどう みお                                   | 1999年10月8日（19歳）                         | 東京都                                        | A型                                           | プラチナムプロダクション                      | |
| 小池ありさ                                    | こいけ ありさ                                 | 1994年2月1日（25歳）                          | 神奈川県                                      | A型                                           | アービング                                    | |
| 清水綾乃                                      | しみず あやの                                 | 1999年3月20日（20歳）                         | 東京都                                        | B型                                           | ハーモニープロモーション                      | AKB48元メンバー。 |
| 杉本愛莉鈴                                    | すぎもと まりり                               | 2000年8月4日（18歳）                          | 広島県                                        | B型                                           | エイジアプロモーション                        | |
| 本間日陽                                      | ほんま ひなた                                 | 1999年11月10日（19歳）                        | 新潟県                                        | B型                                           | Flora                                         | NGT48メンバー。 |
| 益田アンナ                                    | ますだ あんな                                 | 1994年10月16日（24歳）                        | 大阪府                                        | A型                                           | エイジアプロモーション                        | JELLY専属モデル。 |
| 松田紗和                                      | まつだ さわ                                   | 1997年12月1日（21歳）                         | 和歌山県                                      | O型                                           | ホリ・エージェンシー                          | 東レキャンペーンガール。 |
| 森咲樹                                        | もり さき                                     | 1993年10月12日（25歳）                        | 静岡県                                        | O型                                           | YU-M エンターテインメント                     | アップアップガールズ（仮）メンバー。 2019年4月28日より出演。 |
| 途中降板者                                    |                                               |                                               |                                               |                                               |                                               | |
| 渡邊渚                                        | わたなべ なぎさ                               | 1997年4月13日（22歳）                         | 新潟県                                        | O型                                           | 生島企画室                                    | ヤンヤンガールズ10期生からMCに昇格。 事務所を退所し、就職のため2020年3月29日で降板。 その後フジテレビアナウンサー内定が報道された。                                              |
| 松本有紗                                      | まつもと ありさ                               | 1997年1月13日（22歳）                         | 東京都                                        | O型                                           | セント・フォース                              | 2019年6月9日までの出演。 2019年7月14日の放送にて諸事情により降板したことが伝えられた。                                                                                           |

| 第12期（2020年4月26日 - 2021年4月18日）出演者 | 第12期（2020年4月26日 - 2021年4月18日）出演者 | 第12期（2020年4月26日 - 2021年4月18日）出演者 | 第12期（2020年4月26日 - 2021年4月18日）出演者 | 第12期（2020年4月26日 - 2021年4月18日）出演者 | 第12期（2020年4月26日 - 2021年4月18日）出演者     | 第12期（2020年4月26日 - 2021年4月18日）出演者 |
| 名前                                          | よみ                                          | 生年月日                                      | 出身地                                        | 血液型                                        | 事務所                                            | 備考 |
| MC                                            | MC                                            | MC                                            | MC                                            | MC                                            | MC                                                | MC |
| --------------------------------------------- | --------------------------------------------- | --------------------------------------------- | --------------------------------------------- | --------------------------------------------- | ------------------------------------------------- | --- |
| 有野晋哉                                      | ありの しんや                                 | 1972年2月25日（48歳）                         | 大阪府                                        | B型                                           | 松竹芸能                                          | よゐこのボケ担当。 『アッパレやってまーす!』にも出演。 |
| 田村亮                                        | たむら りょう                                 | 1972年1月8日（48歳）                          | 大阪府                                        | A型                                           | LONDONBOOTS                                       | ロンドンブーツ1号2号のツッコミ担当。 |
| 井戸田潤                                      | いとだ じゅん                                 | 1972年12月13日（47歳）                        | 愛知県                                        | B型                                           | ホリプロコム                                      | スピードワゴンのツッコミ担当。 |
| 村上健志                                      | むらかみ けんじ                               | 1980年12月8日（39歳）                         | 茨城県                                        | B型                                           | 吉本興業                                          | フルーツポンチのボケ担当。 |
| ヤンヤンガールズ                              |                                               |                                               |                                               |                                               |                                                   | |
| 大西桃香                                      | おおにし ももか                               | 1997年9月20日（22歳）                         | 奈良県                                        | B型                                           | アリゲーター                                      | AKB48チーム8 奈良県代表、AKB48チームKメンバー。 |
| 志田音々                                      | しだ ねね                                     | 1998年7月15日（21歳）                         | 埼玉県                                        | O型                                           | 生島企画室                                        | |
| 篠崎こころ                                    | しのざき こころ                               | 1993年7月7日（26歳）                          | 神奈川県                                      | B型                                           | PPエンタープライズ                                | プティパ-petit pas!-元メンバー。 |
| 杉田友里                                      | すぎた ゆり                                   | 1995年8月9日（24歳）                          | 岐阜県                                        |                                               | シグマ・セブンフェイス                            | |
| せたこ                                        | -                                             | 2001年2月28日（19歳）                         | イラン・テヘラン                              | AB型                                          | プラチナムプロダクション                          | JJモデル。 |
| 高橋真帆                                      | たかはし まほ                                 | 1999年3月27日（21歳）                         | 福岡県                                        | AB型                                          | アービング （業務提携：ハーモニープロモーション） | |
| 高見奈央                                      | たかみ なお                                   | 1996年11月28日（23歳）                        | 三重県                                        | O型                                           | レプロエンタテインメント                          | ベイビーレイズJAPAN元メンバー。 |
| 立野沙紀                                      | たての さき                                   | 1994年11月13日（25歳）                        | 東京都                                        | A型                                           | エイベックス・AY・ファクトリー                    | 劇団4ドル50セント劇団員。 |
| 中川梨花                                      | なかがわ りか                                 | 1998年4月21日（22歳）                         | 北海道                                        | A型                                           | サンミュージックプロダクション                    | PEACEFUL元メンバー。 |
| 長野じゅりあ                                  | ながの じゅりあ                               | 1996年2月10日（24歳）                         | 広島県                                        | B型                                           | エイジアプロモーション                            | |
| 奈良未遥                                      | なら みはる                                   | 1998年3月20日（22歳）                         | 青森県                                        | A型                                           | Flora                                             | NGT48メンバー。 |
| 安田愛里                                      | やすだ あいり                                 | 1999年6月24日（20歳）                         | 神奈川県                                      | O型                                           | TWIN PLANET                                       | ラストアイドル/LaLuceメンバー。 |
| わちみなみ                                    | -                                             | 1995年1月7日（25歳）                          | 福岡県                                        | A型                                           | ホリプロ                                          | |
| 途中降板者                                    |                                               |                                               |                                               |                                               |                                                   | |
| 徳井健太                                      | とくい けんた                                 | 1980年9月16日（39歳）                         | 千葉県                                        | A型                                           | 吉本興業                                          | 平成ノブシコブシのツッコミ担当。 2020年6月28日までの出演。 |
| 今泉佑唯                                      | いまいずみ ゆい                               | 1998年9月30日（21歳）                         | 神奈川県                                      | O型                                           | -                                                 | 欅坂46元メンバー。 MCとして出演。 体調不良による療養のため芸能活動を休止したことに伴い、2020年9月20日の放送を最後に休演していた。 2021年4月18日放送で、この日をもっての番組からの卒業が発表された。 |

| 第13期（2021年4月25日 - 2022年4月17日）出演者 | 第13期（2021年4月25日 - 2022年4月17日）出演者 | 第13期（2021年4月25日 - 2022年4月17日）出演者 | 第13期（2021年4月25日 - 2022年4月17日）出演者 | 第13期（2021年4月25日 - 2022年4月17日）出演者 | 第13期（2021年4月25日 - 2022年4月17日）出演者 | 第13期（2021年4月25日 - 2022年4月17日）出演者           |
| 名前                                          | よみ                                          | 生年月日                                      | 出身地                                        | 血液型                                        | 事務所                                        | 備考                                                    |
| MC                                            | MC                                            | MC                                            | MC                                            | MC                                            | MC                                            | MC                                                      |
| --------------------------------------------- | --------------------------------------------- | --------------------------------------------- | --------------------------------------------- | --------------------------------------------- | --------------------------------------------- | ------------------------------------------------------- |
| 有野晋哉                                      | ありの しんや                                 | 1972年2月25日（49歳）                         | 大阪府                                        | B型                                           | 松竹芸能                                      | よゐこのボケ担当。 番組スタート時からの唯一のメンバー。 |
| 田村亮                                        | たむら りょう                                 | 1972年1月8日（49歳）                          | 大阪府                                        | A型                                           | LONDONBOOTS                                   | ロンドンブーツ1号2号のツッコミ担当。                    |
| 井戸田潤                                      | いとだ じゅん                                 | 1972年12月13日（48歳）                        | 愛知県                                        | B型                                           | ホリプロコム                                  | スピードワゴンのツッコミ担当。                          |
| 村上健志                                      | むらかみ けんじ                               | 1980年12月8日（40歳）                         | 茨城県                                        | B型                                           | 吉本興業                                      | フルーツポンチのボケ担当。                              |
| 須田亜香里                                    | すだ あかり                                   | 1991年10月31日（29歳）                        | 愛知県                                        | A型                                           | TWIN PLANET                                   | SKE48チームE リーダー。 2021年10月10日より出演。        |
| ヤンヤンガールズ                              |                                               |                                               |                                               |                                               |                                               |                                                         |
| 朝日ななみ                                    | あさひ ななみ                                 | 1999年1月22日（22歳）                         | 新潟県                                        |                                               | エイジアプロモーション                        |                                                         |
| 今川富美子                                    | いまがわ ふみこ                               | 1993年2月17日（28歳）                         | 愛知県                                        | A型                                           |                                               | 一般企業の会社員。                                      |
| 加藤ナナ                                      | かとう なな                                   | 1998年4月15日（23歳）                         | 群馬県                                        | B型                                           | エープラス                                    | Ray、LARME専属モデル。                                  |
| 花那                                          | かな                                          | 1996年1月29日（25歳）                         | 愛知県                                        | O型                                           | リップ                                        |                                                         |
| 川瀬あやめ                                    | かわせ あやめ                                 | 2001年10月25日（19歳）                        | 神奈川県                                      | AB型                                          | スターダストプロモーション                    | ukka メンバー。                                         |
| 古川優奈                                      | こがわ ゆうな                                 | 2001年9月8日（19歳）                          | 大阪府                                        | A型                                           | Lovers                                        | egg専属モデル、半熟卵っち メンバー。                    |
| 関田日向                                      | せきた ひなた                                 | 2001年11月1日（19歳）                         | 神奈川県                                      |                                               | 生島企画室                                    |                                                         |
| 園田あいか                                    | そのだ あいか                                 | 2002年9月3日（18歳）                          | 熊本県                                        | AB型                                          | ワイケーエージェント                          | カメトレ 元メンバー。                                   |
| 谷口めぐ                                      | たにぐち めぐ                                 | 1998年11月12日（22歳）                        | 東京都                                        | A型                                           | A.M.Entertainment                             | AKB48チームB メンバー。                                 |
| 谷崎早耶                                      | たにざき さや                                 | 1999年10月7日（21歳）                         | 熊本県                                        | B型                                           | 代々木アニメーション学院                      | ≠ME メンバー。                                          |
| 長野じゅりあ                                  | ながの じゅりあ                               | 1996年2月10日（25歳）                         | 広島県                                        | B型                                           | エイジアプロモーション                        | 第12期に続いて2度目。                                   |
| 畑美紗起                                      | はた みさき                                   | 1996年3月27日（25歳）                         | 埼玉県                                        | A型                                           | TWIN PLANET                                   | ラストアイドル 2期生。                                  |
| HANNA                                         | はんな                                        | 2000年9月4日（20歳）                          | 兵庫県                                        | A型                                           | ワーナーミュージック・ジャパン →フリー        | ザ・コインロッカーズ 元メンバー。                       |
| 真島なおみ                                    | まじま なおみ                                 | 1998年3月17日（23歳）                         | 埼玉県                                        | O型                                           | ゼロイチファミリア                            |                                                         |
| 真下華穂                                      | ましも かほ                                   | 1999年11月8日（21歳）                         | 静岡県                                        | A型                                           | Flora                                         | NGT48 メンバー。                                        |
| 向井沙耶                                      | むかい さや                                   | 1998年4月8日（23歳）                          | 千葉県                                        | B型                                           |                                               | 一般企業の会社員。                                      |
| 山口厚子                                      | やまぐち あつこ                               | 1996年4月16日（25歳）                         | 福岡県                                        | A型                                           | LEAD                                          |                                                         |
| 吉田莉桜                                      | よしだ りお                                   | 2002年2月20日（19歳）                         | 長崎県                                        | B型                                           | プラチナムプロダクション                      |                                                         |
| 途中降板者                                    |                                               |                                               |                                               |                                               |                                               |                                                         |
| 堀未央奈                                      | ほり みおな                                   | 1996年10月15日（24歳）                        | 岐阜県                                        | O型                                           | am合同会社                                    | 乃木坂46 元メンバー。 MCとして2021年10月3日までの出演。 |

| 第14期（2022年4月24日 - 2023年4月16日）出演者 | 第14期（2022年4月24日 - 2023年4月16日）出演者 | 第14期（2022年4月24日 - 2023年4月16日）出演者 | 第14期（2022年4月24日 - 2023年4月16日）出演者 | 第14期（2022年4月24日 - 2023年4月16日）出演者 | 第14期（2022年4月24日 - 2023年4月16日）出演者 | 第14期（2022年4月24日 - 2023年4月16日）出演者                                                                                      |
| 名前                                          | よみ                                          | 生年月日                                      | 出身地                                        | 血液型                                        | 事務所                                        | 備考 |
| MC                                            | MC                                            | MC                                            | MC                                            | MC                                            | MC                                            | MC |
| --------------------------------------------- | --------------------------------------------- | --------------------------------------------- | --------------------------------------------- | --------------------------------------------- | --------------------------------------------- | --- |
| 有野晋哉                                      | ありの しんや                                 | 1972年2月25日（50歳）                         | 大阪府                                        | B型                                           | 松竹芸能                                      | よゐこのボケ担当。 番組スタート時から出演する唯一のメンバー。                                                                      |
| 田村亮                                        | たむら りょう                                 | 1972年1月8日（50歳）                          | 大阪府                                        | A型                                           | LONDONBOOTS                                   | ロンドンブーツ1号2号のツッコミ担当。                                                                                               |
| 井戸田潤                                      | いとだ じゅん                                 | 1972年12月13日（49歳）                        | 愛知県                                        | B型                                           | ホリプロコム                                  | スピードワゴンのツッコミ担当。 |
| 村上健志                                      | むらかみ けんじ                               | 1980年12月8日（41歳）                         | 茨城県                                        | B型                                           | 吉本興業                                      | フルーツポンチのボケ担当。 |
| 須田亜香里                                    | すだ あかり                                   | 1991年10月31日（30歳）                        | 愛知県                                        | A型                                           | TWIN PLANET                                   | 元SKE48チームEリーダー。 |
| ヤンヤンガールズ                              |                                               |                                               |                                               |                                               |                                               | |
| 朝比奈れい                                    | あさひな れい                                 | 2000年3月17日（22歳）                         | 東京都                                        |                                               | SUKIYAKI                                      | Appare!メンバー。 |
| 雨宮由乙花                                    | あめみや ゆずは                               | 2002年11月22日（19歳）                        | 山梨県                                        | O型                                           | Lovers                                        | egg専属モデル。 |
| 石川萌香                                      | いしかわ もか                                 | 2001年3月22日（21歳）                         | 滋賀県                                        | A型                                           | e-PRODUCTION                                  | |
| 甲斐心愛                                      | かい ここあ                                   | 2003年11月28日（18歳）                        | 広島県                                        | B型                                           | STU→Orb Promotion                             | STU48メンバー。 |
| 川瀬もえ                                      | かわせ もえ                                   | 1993年12月30日（28歳）                        | 京都府                                        | B型                                           | ゼロイチファミリア                            | |
| 川本紗矢                                      | かわもと さや                                 | 1998年8月31日（23歳）                         | 北海道                                        | B型                                           | Incubation                                    | AKB48元メンバー。 |
| 木村有希                                      | きむら ゆき                                   | 1996年10月23日（25歳）                        | 神奈川県                                      | O型                                           | エイジアプロモーション                        | |
| 小浜桃奈                                      | こはま ももな                                 | 2003年4月2日（19歳）                          | 東京都                                        | A型                                           | プラチナムプロダクション                      | |
| 志賀愛咲                                      | しが かなさ                                   | 2003年12月27日（18歳）                        | 新潟県                                        | A型                                           | エイベックス・AY・ファクトリー                | 劇団4ドル50セント劇団員。 |
| 篠崎彩奈                                      | しのざき あやな                               | 1996年1月8日（26歳）                          | 埼玉県                                        | B型                                           | OMG                                           | AKB48メンバー。 |
| 友恵温香                                      | ともえ はるか                                 | 2001年6月13日（20歳）                         | 京都府                                        | A型                                           | エイジ・エンタテインメント                    | 関西医科大学看護学部3年生。 『アッパレやってまーす！〜土曜日です〜』の「加藤面接」合格者。 MISS CIRCLE CONTEST2021年度グランプリ。 |
| 野谷ひまり                                    | のたに ひまり                                 | 2003年12月30日（18歳）                        | 東京都                                        | B型                                           | スターダストプロモーション                    | 代々木アニメーション学院 プロコース出身。 番組スタッフが学校にて行っていたラジオ講座にて選抜。                                     |
| 橋本真帆                                      | はしもと まほ                                 | 1993年2月14日（29歳）                         | 山口県                                        | A型                                           | ブランニューミュージック                      | |
| 播磨かな                                      | はりま かな                                   | 2002年2月13日（20歳）                         | 神奈川県                                      | A型                                           | スターダストプロモーション                    | 浪江女子発組合メンバー。 3B junior、はちみつロケット、Awww!の元メンバー。                                                          |
| 平川そよ花                                    | ひらかわ そよか                               | 2003年12月29日（18歳）                        | 東京都                                        | O型                                           | 生島企画室                                    | |
| 本郷柚巴                                      | ほんごう ゆずは                               | 2003年1月12日（19歳）                         | 大阪府                                        | B型                                           | Showtitle                                     | NMB48チームMメンバー。 体調不良による活動休止のため、2022年9月18日から10月23日まで休演。                                           |
| 真下華穂                                      | ましも かほ                                   | 1999年11月8日（22歳）                         | 静岡県                                        | A型                                           | Flora                                         | NGT48メンバー。 第13期に続いて2度目。                                                                                              |
| もも                                          |                                               | 2000年4月1日（22歳）                          | 香川県                                        | O型                                           | ハーモニープロモーション                      | バーレスク東京のダンサー。 |

| 第15期（2023年4月23日 - 2024年4月14日）出演者 | 第15期（2023年4月23日 - 2024年4月14日）出演者 | 第15期（2023年4月23日 - 2024年4月14日）出演者 | 第15期（2023年4月23日 - 2024年4月14日）出演者 | 第15期（2023年4月23日 - 2024年4月14日）出演者 | 第15期（2023年4月23日 - 2024年4月14日）出演者     | 第15期（2023年4月23日 - 2024年4月14日）出演者 |
| 名前                                          | よみ                                          | 生年月日                                      | 出身地                                        | 血液型                                        | 事務所                                            | 備考 |
| MC                                            | MC                                            | MC                                            | MC                                            | MC                                            | MC                                                | MC |
| --------------------------------------------- | --------------------------------------------- | --------------------------------------------- | --------------------------------------------- | --------------------------------------------- | ------------------------------------------------- | --- |
| 有野晋哉                                      | ありの しんや                                 | 1972年2月25日（51歳）                         | 大阪府                                        | B型                                           | 松竹芸能                                          | よゐこのボケ担当。 番組スタート時から出演する唯一のメンバー。 |
| 田村亮                                        | たむら りょう                                 | 1972年1月8日（51歳）                          | 大阪府                                        | A型                                           | LONDONBOOTS→ フリー                               | ロンドンブーツ1号2号のツッコミ担当。 2023年12月31日、吉本興業とのエージェント契約の終了とLONDONBOOTSの閉所によりフリーとなる。                                                                                               |
| 井戸田潤                                      | いとだ じゅん                                 | 1972年12月13日（50歳）                        | 愛知県                                        | B型                                           | ホリプロコム                                      | スピードワゴンのツッコミ担当。 |
| 村上健志                                      | むらかみ けんじ                               | 1980年12月8日（42歳）                         | 茨城県                                        | B型                                           | 吉本興業                                          | フルーツポンチのボケ担当。 |
| 須田亜香里                                    | すだ あかり                                   | 1991年10月31日（31歳）                        | 愛知県                                        | A型                                           | TWIN PLANET                                       | 元SKE48チームEリーダー。 |
| ヤンヤンガールズ                              |                                               |                                               |                                               |                                               |                                                   | |
| 麻倉瑞季                                      | あさくら みずき                               | 2002年4月11日（21歳）                         | 長崎県                                        | A型                                           | エイジアプロモーション                            | 2023年5月14日より出演。 |
| 石川翔鈴                                      | いしかわ かれん                               | 2003年3月28日（20歳）                         | 北海道                                        | B型                                           | プラチナムプロダクション                          | |
| 今井アンジェリカ                              | いまい あんじぇりか                           | 2000年11月15日（22歳）                        | 神奈川県                                      | A型                                           | TRUSTAR                                           | nuts専属モデル。 |
| 神谷明采                                      | かみや あさ                                   | 2000年4月19日（23歳）                         | 埼玉県                                        | A型                                           | 古舘プロジェクト                                  | 『アッパレやってまーす！〜土曜日です〜』の「加藤面接」合格者。 ミス東大コンテスト2020年度グランプリ。 |
| 神山みれい                                    | かみやま みれい                               | 2000年9月5日（22歳）                          | 熊本県                                        | O型                                           | ハーモニープロモーション                          | バーレスク東京のダンサー。 |
| 霜月めあ                                      | しもつき めあ                                 | 1995年11月14日（27歳）                        | 宮城県                                        | B型                                           | ゼロイチファミリア                                | |
| 立野沙紀                                      | たての さき                                   | 1994年11月13日（28歳）                        | 東京都                                        | A型                                           | エイベックス・AY・ファクトリー                    | 劇団4ドル50セント劇団員。 2023年7月9日から森由姫の代わりに出演。 12期以来、2度目のヤンヤンガールズ。 |
| 日比野芽奈                                    | ひびの めいな                                 | 2001年6月27日（21歳）                         | 神奈川県                                      | B型                                           | ALWAYS                                            | ラフ×ラフメンバー。 |
| 平田侑希                                      | ひらた ゆき                                   | 2002年9月3日（20歳）                          | 埼玉県                                        | A型                                           | DH                                                | AKB48研究生。 |
| 真下華穂                                      | ましも かほ                                   | 1999年11月8日（23歳）                         | 静岡県                                        | A型                                           | Flora                                             | NGT48メンバー。 第13,14期に続いて3度目。 |
| 三田悠貴                                      | みた ゆうき                                   | 1998年5月7日（24歳）                          | 岐阜県                                        | A型                                           | リップ                                            | |
| みなもとあさひ                                |                                               | 2002年4月25日（20歳）                         | 神奈川県                                      | A型                                           | サンミュージックプロダクション                    | 代々木アニメーション学院 にて番組スタッフが行っていたラジオ講座にて選抜。 |
| 矢崎希菜                                      | やざき きな                                   | 2001年3月24日（22歳）                         | 東京都                                        | A型                                           | サンズエンタテインメント→ライジングプロダクション | |
| 山﨑空                                        | やまざき そら                                 | 2004年5月13日（18歳）                         | 東京都                                        | B型                                           | DH                                                | AKB48研究生。 |
| 倭早希                                        | やまと さき                                   | 1993年2月22日（30歳）                         | 広島県                                        | A型                                           | アービング                                        | |
| 結城りな                                      | ゆうき りな                                   | 2003年4月9日（20歳）                          | 東京都                                        | AB型                                          | STARDUST PLANET                                   | ukkaメンバー。 |
| 吉田彩良                                      | よしだ さら                                   | 2002年2月19日（21歳）                         | 福岡県                                        | B型                                           | STU                                               | STU48メンバー。 |
| 途中降板者                                    |                                               |                                               |                                               |                                               |                                                   | |
| 新川日菜                                      | しんかわ ひな                                 | 2002年10月4日（20歳）                         | 大分県                                        |                                               | プリュ                                            | bubble flowersメンバー。 2023年4月23日のみの出演。 2023年5月7日放送で番組からの卒業が発表された。 |
| 森由姫                                        | もり ゆうき                                   | 1999年10月5日（23歳）                         | 神奈川県                                      |                                               | エイベックス・AY・ファクトリー                    | 劇団4ドル50セント劇団員。 2023年6月18日までの出演。 2023年7月9日放送で体調不良により途中休演となることが発表された。 2023年11月5日の放送で劇団への復帰予定と、劇団復帰後も番組出演は立野沙紀が代わりに行うことが発表された。 |
| 川岸瑠那                                      | かわぎし るな                                 | 2001年4月29日（21歳）                         | 東京都                                        | AB型                                          |                                                   | 『アッパレやってまーす！〜土曜日です〜』の「加藤面接」合格者。 他局のオーディション番組に参加するため8月5日より休演。 オーディション後も出演なし。                                                                           |

| 第16期（2024年4月21日 - 2025年4月13日）出演者 | 第16期（2024年4月21日 - 2025年4月13日）出演者 | 第16期（2024年4月21日 - 2025年4月13日）出演者 | 第16期（2024年4月21日 - 2025年4月13日）出演者 | 第16期（2024年4月21日 - 2025年4月13日）出演者 | 第16期（2024年4月21日 - 2025年4月13日）出演者 | 第16期（2024年4月21日 - 2025年4月13日）出演者 |
| 名前                                          | よみ                                          | 生年月日                                      | 出身地                                        | 血液型                                        | 事務所                                        | 備考 |
| MC                                            | MC                                            | MC                                            | MC                                            | MC                                            | MC                                            | MC |
| --------------------------------------------- | --------------------------------------------- | --------------------------------------------- | --------------------------------------------- | --------------------------------------------- | --------------------------------------------- | --- |
| 有野晋哉                                      | ありの しんや                                 | 1972年2月25日（52歳）                         | 大阪府                                        | B型                                           | 松竹芸能                                      | よゐこのボケ担当。 番組スタート時から出演する唯一のメンバー。                                                                                              |
| 田村亮                                        | たむら りょう                                 | 1972年1月8日（52歳）                          | 大阪府                                        | A型                                           | フリー                                        | ロンドンブーツ1号2号のツッコミ担当。 |
| 井戸田潤                                      | いとだ じゅん                                 | 1972年12月13日（51歳）                        | 愛知県                                        | B型                                           | ホリプロコム                                  | スピードワゴンのツッコミ担当。 |
| 村上健志                                      | むらかみ けんじ                               | 1980年12月8日（43歳）                         | 茨城県                                        | B型                                           | 吉本興業                                      | フルーツポンチのボケ担当。 |
| 須田亜香里                                    | すだ あかり                                   | 1991年10月31日（32歳）                        | 愛知県                                        | A型                                           | TWIN PLANET                                   | 元SKE48チームEリーダー。 |
| ヤンヤンガールズ                              |                                               |                                               |                                               |                                               |                                               | |
| 秋山由奈                                      | あきやま ゆな                                 | 2005年12月12日（18歳）                        | 千葉県                                        | A型                                           | DH                                            | AKB48メンバー。 |
| アリアナさくら                                | -                                             | 2004年5月9日（19歳）                          | 東京都                                        | AB型                                          | プラチナムプロダクション                      | ViVi専属モデル。 |
| 石井沙季                                      | いしい さき                                   | 1995年7月22日（28歳）                         | 神奈川県                                      | AB型                                          | アービング                                    | |
| 奥村百花                                      | おくむら ももか                               | 2003年8月28日（20歳）                         | 兵庫県                                        | O型                                           | Flora                                         | NGT48研究生。 |
| 鍛治島彩                                      | かじしま あや                                 | 1999年7月21日（24歳）                         | 千葉県                                        | O型                                           | YU-M エンターテインメント                     | アップアップガールズ（2）メンバー。 |
| 木村友美                                      | きむら ゆみ                                   | 2003年11月1日（20歳）                         | 神奈川県                                      |                                               | エイジアプロモーション                        | nuts専属モデル。 |
| 栗原舞優                                      | くりはら まゆ                                 | 2001年6月24日（22歳）                         | 栃木県                                        | B型                                           | ディアステージ                                | 虹のコンキスタドールメンバー。 |
| 鈴木心緒                                      | すずき こころ                                 | 2004年3月19日（20歳）                         | 神奈川県                                      | A型                                           | ALWAYS                                        | 『アッパレやってまーす！〜土曜日です〜』の「加藤面接」合格者。 フジコーズメンバー。                                                                        |
| すみぽん                                      | -                                             | 2001年8月12日（22歳）                         | 愛知県                                        | B型                                           | ライズアース                                  | |
| 芹澤もあ                                      | せりざわ もあ                                 | 2006年1月18日（18歳）                         | 東京都                                        | AB型                                          | スターダストプロモーション                    | ukkaメンバー。 |
| 中島侑香                                      | なかしま ゆうか                               | 1999年1月19日（25歳）                         | 愛知県                                        | B型                                           | ヒラタオフィス                                | |
| 仲俣美希                                      | なかまた みき                                 | 2000年12月22日（23歳）                        | 東京都                                        | O型                                           | オーバース                                    | IDOL3.0 PROJECTファイナリスト。 Rain Treeメンバー。 11月10日までは旧芸名「マリオ」名義で出演。                                                             |
| 永松波留                                      | ながまつ はる                                 | 2006年2月12日（18歳）                         | 福岡県                                        | B型                                           | ALWAYS                                        | ラフ×ラフメンバー。 |
| 前田鮎花                                      | まえだ あゆか                                 | 2001年7月2日（22歳）                          | 熊本県                                        | O型                                           | ラフェイスプロ                                | 963メンバー。 |
| MOMO                                          | もも                                          | 2005年12月7日（18歳）                         | 東京都                                        | A型                                           | オーバース                                    | WHITE SCORPIONメンバー。 |
| 途中降板者                                    |                                               |                                               |                                               |                                               |                                               | |
| 丸山美羽                                      | まるやま みう                                 |                                               |                                               |                                               |                                               | 代々木アニメーション学院在学生。 4月21日のみの出演。 4月28日の放送内で「体調不良でしばらく休養する」とのアナウンスがあったが、以降出演することはなかった。 |

### ゲスト

#### ヤンヤンガールズセピア
第2期ヤンヤンガールズの川崎希・次原かな・松本さゆきの3名が2010年8月8日に番組を卒業。それに代わり10月以降に出演する新たなヤンヤンガールズを選出するために設けられた。その結果、工藤菜緒・瀬長奈津実・光上せあらの3名が選出された。

#### 大川藍降板後のMC
第10期MCの大川藍が2018年12月23日で番組を降板。以降、第10期終了直前までは過去のヤンヤンガールズがゲストMCとして出演した。

#### 田村亮の代役
2019年6月30日から田村亮の出演が見合わせとなり、翌年4月12日に復帰するまでは吉本興業所属の芸人がゲストMCとして出演した。

#### 単発ゲスト
名前に※が付いている出演者は、過去に本番組にレギュラー出演していた。

## コーナー
オープニング
出演芸人と女性MCによるフリートークが行われる。その際、出演芸人はコンビ名と苗字だけ（ex:「よゐこの有野です。」）を名乗ることがほとんどである。タイトルコール後、曲とCMを挟んだ後に前回のトップヤンヤンガール（後述）が登場する。
ヤンヤンガールズによる自己紹介&近況報告
前週トップ以外のヤンヤンガールズによる自己紹介と近況報告が行われる。
人数が増やされた13期の初回からリモート出演が続けられていた間は、放送時間の都合により一人あたりの持ち時間に制限が設けられ、一定時間になると鐘の音が流れ、次のメンバーへと繋いでいた。
2018年11月18日の回からは、童心に返っておやつを食べながらヤンヤンガールズの話を聞いていくコーナーとして「３時のおやつのコーナー」とタイトルが付けられたが、おやつ好きだった加藤浩次が2020年4月に卒業してからはコーナー名が呼ばれなくなった。
ヤンヤンガールズ、トップを目指せのコーナー
毎週異なったテーマでヤンヤンガールズ全員が競い合い、最も優秀だった一人を「トップ ヤンヤンガール」として選出する。選ばれたトップ ヤンヤンガールは翌週放送で、オープニングのトークコーナーから出演することができる。ヤンヤンガールズの指名は有野がメンバーの書かれた紙を引いて行う。
採用されてナンボ、マイク前でお便りを読もうのコーナー
ヤンヤンガールズが書いたふつおたを紹介し、採用された本人とパーソナリティがその内容に沿ったトークをするコーナー。
お便りはタイトルにある通り採用された本人がマイク前で読み上げるが、リモート出演が導入されていた期間はMCが読み上げていたこともあり、それ以降タイトルコールでは単に「お便りのコーナー」と呼ばれるようになった。
時間が余った時や、放送時間短縮時に「トップを目指せのコーナー」を行うのに十分な時間がない時に行われるが、「トップを目指せのコーナー」に代わって行われる回もある。

## Radiotalk
当番組は毎日放送系列であるMBSイノベーションドライブとも資本提携を行っている音声配信サービスRadiotalkともメディアミックス展開している。当初は「トーカーがRadiotalkに吹き込んだフリートークを『あどりぶラヂオ』（平日深夜の生放送番組）で放送する」程度であったが、後にこれが発展してヤンガ10期生の井口綾子による『アッパレ!ラジオトーカーやってまーす』となった。
2021年11月7日からは従来のRadikoでの配信（エリアフリー配信、タイムフリー配信も含む）に加えて、同時生配信が実施されている。配信されるのは地上波やRadikoと同等分であり、一度4:27に音が途切れる。そのあと、本編終了後にスタジオに残ったヤンガでアフタートークを行っているが、このメンバーは基本的にSNSの感想動画に出るメンバーとは違う顔ぶれ（リモート期間中はどちらも同じであった）。放送時間外であっても、ヤンガは自由に配信できる。これらはアーカイヴ化されており、聴き直しも可能。
月に1度、前述の「トップを目指せ」の結果発表前に「Radiotalkからのお知らせ」として配信を行ったメンバーから優秀者を選抜し、一品贈呈される。

## 遅刻の罰則
稀にMC出演者が本番組出演前に自宅で仮眠をとり、そのまま寝過ごしてしまったという理由で、番組に遅刻することがある。その際、遅刻者は自腹でリスナーへのプレゼントを購入する罰則が定着している。キッカケは南海キャンディーズ山里が初めて遅刻した際に、番組エンディングに発表された罰則で、それから一ヶ月と経たない期間で山里が再び遅刻してしまい定着することになった。
遅刻者以外の出演者によってプレゼントする商品が決められていたが、遅刻者が出るたびに罰として提供する商品が高額化していったため、加藤が卒業した2020年4月からは金銭的な負担を伴わない罰へと改められた。
- 2009年10月18日:南海キャンディーズ山里が遅刻し、ニンテンドーDSiを3台提供。
- 2009年11月22日:南海キャンディーズ山里が遅刻し、液晶テレビのアクオス32型を1台提供。

前回から一ヶ月と経たない期間での遅刻であるため、前回よりも重い罰則を科すこととなり、タクシーでスタジオに向かう山里に、深夜営業しているドン・キホーテで(当時高価であった)薄型テレビを購入してくることを電話で指示され、購入した薄型テレビを持参し収録に参加した。
- 2011年4月24日:TKO木本が遅刻し、ニンテンドー3DSを3台提供。
- 2011年9月25日:平成ノブシコブシ吉村が遅刻し、ニンテンドー3DSを5台提供。
- 2012年3月25日:よゐこ有野が遅刻し、液晶テレビのレグザ40型を2台提供。
- 2014年6月1日:平成ノブシコブシ徳井が遅刻し、10万円、5万円、3万円、2万円、1万円を各1冊、総額21万円のカタログギフトを提供。
- 2014年12月7日:極楽とんぼ加藤が遅刻し、10万円のカタログギフトを3冊(総額30万円)提供。
また、平成ノブシコブシ吉村も電話で加藤を上手く追い詰められなかったとして、くじ引き形式でリスナーが希望するものを提供。番組スタッフ関係者も希望を送っていいというルールで、翌週に4時10分の男として登場した吉村が引き当てたのは、ヤンヤンガールズ宮澤じゅりの希望「1万円のクオカード」だった。
- 2016年12月25日:極楽とんぼ加藤が遅刻し、10万円のカタログギフトを5冊(総額50万円)提供。
- 2019年5月26日:ロンドンブーツ1号2号田村亮が遅刻し米俵を3俵提供することになったが、直後に闇営業問題により芸能活動を休止したためリスナーには届けられていなかったが、2020年8月22日の放送でリスナーからのメールにより米俵2俵(10万円相当)が届けられたことが報告された。
- 2020年1月19日:前番組の「極楽とんぼオレたちちょこっとやってまーす!」に出演する山本圭壱が遅刻したが、一緒に出演した相方の加藤の指示により本番組の罰則が適用され、Nintendo Switchを5台提供することになった。

## 話題
番組開始当初は、有野の「スタッフが機械音痴だから」という発言から、リスナーからの生投稿をファックスでのみ募集していた。しかし投稿はあまり集まらず、「ファックスの前に配置させるスタッフの人件費がもったいない」という理由付けで、第4回放送からメールでの投稿も受け付けるように切り替えられた。

### コロナ禍の出演形態
2020年4月から2024年2月4日(11期終盤から15期途中)までの間は新型コロナウイルス感染対策のため、スタジオ入りする出演者の人数が制限され、スタジオ入りしないメンバーは自宅や事務所などからZOOMを用いたリモート出演をしていた。 
当初はMC1名がリモート出演となり、ヤンヤンガールズのスタジオ入りは2名もしくは3名であった。
リモート出演が導入されていた期間は、地方での仕事等でスタジオに来ることができないメンバーもリモートで出演することがあった。
- 2022年12月10日 この回からスタジオ入りするヤンヤンガールズの人数が増やされることもあった[10]。（放送回によって変わり、3-9人がスタジオ出演していた。）[注釈 14]
- 2023年5月21日 スタジオ入り人数の制限撤廃によりMCは全員スタジオ入りに戻された[注釈 15]が、ヤンヤンガールズはこの回以降も引き続きスタジオ組とリモート組に分かれての出演が続けられた。
- 2024年1月7日 コロナ禍以降初の出演者全員スタジオ入り。[11]
- 2024年2月11日 この回よりリモート出演は廃止され、元の「出演者全員スタジオ入り」する形態に戻された。[12]

### 年次別の主な出来事
- 2009年
  - 8月30日 昨夜からフジテレビTWOで生放送されている『ゲームセンターCX 24時間生放送スペシャル』に出演中だった有野が、本番組の放送時間には一時中断していた。
- 2010年
  - 8月1日 『MBSタイガースナイター』延長のため、放送時間が大幅に短縮され早朝4時45分から11分間の放送となった。
  - 8月8日 川崎希・次原かな・松本さゆきの3名が番組を卒業。翌週の14日から10月2日までは、10月以降に出演する新メンバーを選出するために、「ヤンヤンガールズセピア」として週替わりで2人のアイドルが出演することとなった。
- 2011年
  - 1月23日 番組エンディングに『爆問パニックフェイス!』(TBSテレビ)のスタッフが乱入し、TKOの2人をロケに連れ出した。この模様は2月9日放送の『爆問パニックフェイス!』2時間特番で放送された。なお、山里は裏番組の『密室謎解きバラエティー 脱出ゲームDERO!』(日本テレビ)に声の出演をしているため、顔が隠されていた。
  - 3月13日、20日 東北地方太平洋沖地震の影響により、毎日放送は特別編成となり放送が休止された。
- 2012年
  - 10月14日 ナガシマスパーランドでの公開録音イベント『MBSスター大集合!ゴチャまぜ祭 in ナガシマスパーランド』に、MC全員が出演した。このイベントに関する話は、同日の放送でオンエアされた。また、吉村は当時『いきなり!黄金伝説』(テレビ朝日)の企画「1ヶ月1万円節約生活」に参加していたが、吉村がイベントに参加している様子もオンエアされた。
- 2013年
  - 3月31日 26時15分 - 27時15分は『MBS競馬中継スペシャル 2013ドバイワールドカップ実況中継』放送のため、当番組の放送時間は25時30分 - 26時15分、27時15分 - 28時26分となった。
- 2014年
  - 10月10日 - 12日 旅行会社IACEトラベルとの合同企画『オレたちゴチャ・まぜっ!〜集まれ韓国やってまーす〜』を開催。ツアー参加者とMC陣が韓国ソウルに渡り、11日には「ゴチャ・まぜっ!懇談会」を行い、番組放送時間にはホテルの会議室から公開生放送を行った。なお、ヤンヤンガールズは東京支社スタジオから中継を繋ぐ形で出演。
- 2015年
  - 8月30日 インターネットテレビ『めちゃ×2ユルんでるッ!』が、毎日放送局内にて生放送を行った。メンバーは、よゐこ濱口、ナイナイ岡村、オアシズ光浦、カンニング竹山、トータル藤田。ただし、声の出演は、姉妹番組『アッパレやってまーす!月曜日』（毎日放送）のレギュラー出演者である濱口のみであった。（大人の事情による）
- 2020年
  - 新型コロナウイルスの感染拡大に伴い、出演者が全員スタジオに入る形での放送が困難となり、第11期の最終回（2020年4月19日）では、ヤンヤンガールズは（前週の企画でトップを獲った）岡田彩花を除き電話での出演となった。
第12期に入ってからも、当面はMC陣も一部リモート出演となるほか、ヤンヤンガールズは1名ないし2名のみがスタジオに登場し、残りはリモートでの出演という方式がとられている。
- 2021年
  - 11月28日 日本シリーズ中継延長のため、放送時間が大幅に短縮され早朝4時5分から23分間の放送となった[13]。
- 2024年
  - 1月7日 ヤンヤンガールズ「新春だよ! 全員集合! なりきって歌え! ヤンヤン 昭和アイドル歌謡祭!!」開催にあたり、約4年ぶりにヤンヤンガールズが全員スタジオに入った[14]。ただし、有野が欠席したため、完全なる全員集合とはならなかった。その後、2月4日の放送で「来週（11日）から15期メンバーの卒業まで、全ヤンガをスタジオに集めて行う」と告知され、当初のスタイルに戻されることとなった。

## スタッフ
- プロデューサー・ディレクター：神津梓
- 放送作家 ：鹿児島俊光、松本真一、今井太郎（ - 第10期）